# Rion-des-Landes
Rion-des-Landes est une commune française située dans le département des Landes en région Nouvelle-Aquitaine. Ses habitants sont appelés Rionnais et Rionnaises.
À proximité des voies romaine de Bordeaux à Dax, les origines antiques de Rion sont attestées par la découverte de plusieurs vestiges. Durant les troubles liés à la guerre de Cent Ans, le bourg est élevé en place forte avec une église forteresse.
Élevé en baronnie au XVe siècle, le village est enrichi grâce au passage des pèlerins depuis les deux voies secondaires du chemin de Compostelle qui le traversait.
Bouleversée par la Révolution française, l'économie de Rion se relève au milieu du XIXe siècle grâce à la voie ferrée de Bordeaux à Dax et à la plantation massive de pins maritimes. L'essor économique continue de nos jours avec l'implantation d'industries comme Egger Panneaux et Décors et Arkema.
En 2017 la commune de Boos est fusionnée avec la commune de Rion-des-Landes.

## Géographie

### Localisation
Rion-des-Landes est située au centre du département des Landes, dans le pays landais de la Grande-Lande (dit la Haute Lande) . La ville fait partie du canton du pays Tarusate depuis 1997.

### Communes limitrophes
Les communes limitrophes sont Beylongue, Carcen-Ponson, Laluque, Lesgor, Lesperon, Morcenx-la-Nouvelle, Onesse-Laharie, Taller, Villenave et Morcenx.
| Onesse-Laharie, Sindères | Morcenx-la-Nouvelle Garrosse, Arjuzanx | Villenave, Arengosse |
| Lesperon                 | Rion-des-Landes                        | Beylongue            |
| Taller                   | Laluque, Lesgor                        | Carcen-Ponson        |

### Hydrographie
Sept ruisseaux prennent leur source sur la commune :
- Le Menjouec prend sa source au niveau du Mineur sur la route de Lesperon, passe derrière le cimetière de Fourchette et se jette dans le Maubay au niveau de Mâa.
- Le Maubay prend sa source vers Pemora, longe la fontaine St jean ainsi que le parc du château, et rejoint l'Estuchat pour former le Retjons.
- Le Braou de Lasserre prend source au niveau de Cerboueyre, et se jette dans l'Estuchat.
- L'Estuchat prend sa source vers Estuchat à l'extrémité de la route de Cournaou, donne le lieu de Pouchon et longe le cimetière Nogaro. Une partie rejoint le Maubay à la route de Cantegrouille pour former le Retjons, et une autre partie alimente le canal de la Molenave qui commence en face de la gendarmerie dessert la station d'épuration et rejoint le Retjons après la Molenave.
- Le Prit longe la voie ferrée du nord au sud côté est, et qui se jette dans le Retjons.
- Le Retjons, est le ruisseau le plus important, il traverse Beylongue, Carcen-Ponson, et Bégaar. Son tracé originel a été modifié afin qu'il puisse passé au sein de la papeterie de Tartas et puis rejoint la Midouze dans le bassin versant de l'Adour[2].

### Climat
Le climat qui caractérise la commune est qualifié, en 2010, de « climat océanique altéré », selon la typologie des climats de la France qui compte alors huit grands types de climats en métropole. En 2020, la commune ressort du même type de climat dans la classification établie par Météo-France, qui ne compte désormais, en première approche, que cinq grands types de climats en métropole. Il s’agit d’une zone de transition entre le climat océanique et les climats de montagne et le climat semi-continental. Les écarts de température entre hiver et été augmentent avec l'éloignement de la mer. La pluviométrie est plus faible qu'en bord de mer, sauf aux abords des reliefs.
Les paramètres climatiques qui ont permis d’établir la typologie de 2010 comportent six variables pour les températures et huit pour les précipitations, dont les valeurs correspondent à la normale 1971-2000. Les sept principales variables caractérisant la commune sont présentées dans l'encadré ci-après.
| Paramètres climatiques communaux sur la période 1971-2000 - Moyenne annuelle de température : 13 °C - Nombre de jours avec une température inférieure à −5 °C : 2 j - Nombre de jours avec une température supérieure à 30 °C : 7 j - Amplitude thermique annuelle : 13,8 °C - Cumuls annuels de précipitation : 1 185 mm - Nombre de jours de précipitation en janvier : 12,5 j - Nombre de jours de précipitation en juillet : 7,6 j |

Avec le changement climatique, ces variables ont évolué. Une étude réalisée en 2014 par la direction générale de l'Énergie et du Climat complétée par des études régionales prévoit en effet que la température moyenne devrait croître et la pluviométrie moyenne baisser, avec toutefois de fortes variations régionales. La station météorologique de Météo-France installée sur la commune et en service de 1971 à 2015 permet de connaître en continu l'évolution des indicateurs météorologiques. Le tableau détaillé pour la période 1981-2010 est présenté ci-après.
| Mois                                  | jan.           | fév.           | mars           | avril         | mai           | juin        | jui.          | août          | sep.          | oct.          | nov.          | déc.           | année      |
| ------------------------------------- | -------------- | -------------- | -------------- | ------------- | ------------- | ----------- | ------------- | ------------- | ------------- | ------------- | ------------- | -------------- | ---------- |
| Température minimale moyenne (°C)     | 2,2            | 2,1            | 4,3            | 6,8           | 10,4          | 13,7        | 14,5          | 14,5          | 11,3          | 9             | 4,6           | 2,3            | 8          |
| Température moyenne (°C)              | 6,5            | 7,2            | 10,2           | 12,5          | 16,2          | 19,9        | 20,9          | 20,9          | 18,1          | 14,8          | 9,3           | 6,4            | 13,6       |
| Température maximale moyenne (°C)     | 10,9           | 12,3           | 16,1           | 18,3          | 22,1          | 26          | 27,2          | 27,2          | 24,9          | 20,6          | 14            | 10,6           | 19,2       |
| Record de froid (°C) date du record   | −10,8 13.01.03 | −11,2 12.02.12 | −10,8 01.03.05 | −2,5 08.04.03 | −0,5 07.05.10 | 3 01.06.11  | 6 16.07.12    | 6 28.08.11    | 0,9 25.09.02  | −3,3 29.10.12 | −9,5 17.11.07 | −12,3 25.12.01 | −12,3 2001 |
| Record de chaleur (°C) date du record | 20,5 05.01.01  | 23,5 29.02.12  | 27,2 20.03.05  | 33,2 30.04.05 | 35,1 27.05.05 | 40 21.06.03 | 38,5 21.07.09 | 40,7 04.08.03 | 36,7 03.09.05 | 31,8 04.10.04 | 26 01.11.09   | 22 07.12.00    | 40,7 2003  |
| Précipitations (mm)                   | 121,3          | 104,5          | 94,3           | 109,9         | 91,5          | 74          | 58,4          | 76,9          | 91,5          | 127,6         | 159           | 129            | 1 237,9    |

## Urbanisme

### Typologie
Au 1er janvier 2024, Rion-des-Landes est catégorisée bourg rural, selon la nouvelle grille communale de densité à sept niveaux définie par l'Insee en 2022.
Elle appartient à l'unité urbaine de Rion-des-Landes, une unité urbaine monocommunale constituant une ville isolée,. La commune est en outre hors attraction des villes,.

### Risques majeurs
Le territoire de la commune de Rion-des-Landes est vulnérable à différents aléas naturels : météorologiques (tempête, orage, neige, grand froid, canicule ou sécheresse), feux de forêts, mouvements de terrains et séisme (sismicité très faible). Il est également exposé à deux risques technologiques, le transport de matières dangereuses et  le risque industriel. Un site publié par le BRGM permet d'évaluer simplement et rapidement les risques d'un bien localisé soit par son adresse soit par le numéro de sa parcelle.

#### Risques naturels
Rion-des-Landes est exposée au risque de feu de forêt. Depuis le 20 avril 2016, les départements de la Gironde, des Landes et de Lot-et-Garonne disposent d’un règlement interdépartemental de protection de la forêt contre les incendies. Ce règlement vise à mieux prévenir les incendies de forêt, à faciliter les interventions des services et à limiter les conséquences, que ce soit par le débroussaillement, la limitation de l’apport du feu ou la réglementation des activités en forêt. Il définit en particulier cinq niveaux de vigilance croissants auxquels sont associés différentes mesures,.
Les mouvements de terrains susceptibles de se produire sur la commune sont des tassements différentiels.

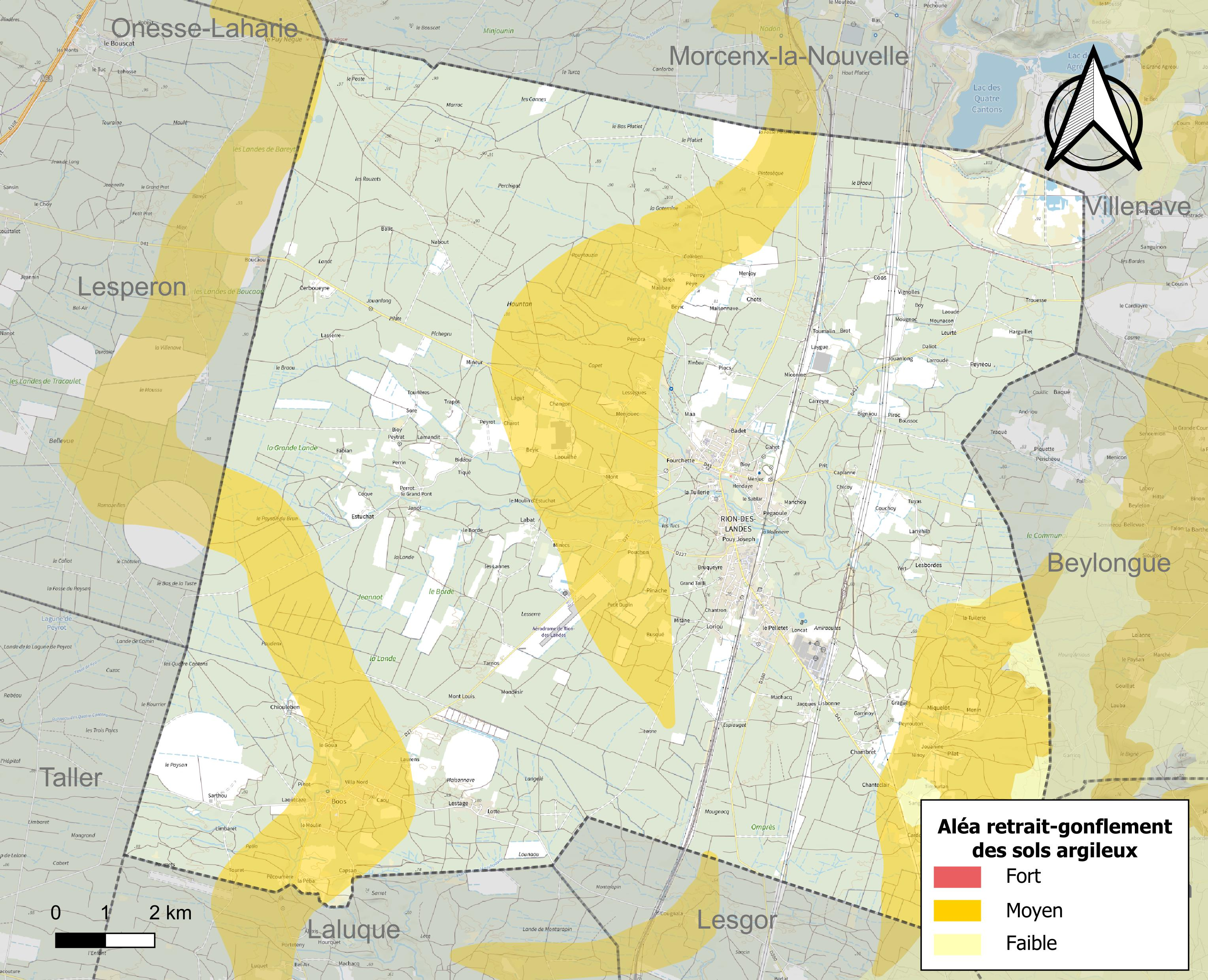
Carte des zones d'aléa retrait-gonflement des sols argileux de Rion-des-Landes.

Le retrait-gonflement des sols argileux est susceptible d'engendrer des dommages importants aux bâtiments en cas d’alternance de périodes de sécheresse et de pluie. 23,8 % de la superficie communale est en aléa moyen ou fort (19,2 % au niveau départemental et 48,5 % au niveau national). Sur les 1 354 bâtiments dénombrés sur la commune en 2019, 230 sont en aléa moyen ou fort, soit 17 %, à comparer aux 17 % au niveau départemental et 54 % au niveau national. Une cartographie de l'exposition du territoire national au retrait gonflement des sols argileux est disponible sur le site du BRGM,.
La commune a été reconnue en état de catastrophe naturelle au titre des dommages causés par les inondations et coulées de boue survenues en 1999 et 2009 et par des mouvements de terrain en 1999

#### Risques technologiques
La commune est exposée au risque industriel du fait de la présence sur son territoire d'une entreprise soumise à la directive européenne SEVESO, classée seuil haut : MLPC International SA (notamment pour le stockage de produits hydrocarbures, de solides inflammables et de produits de toxicité aiguë).
Le risque de transport de matières dangereuses sur la commune est lié à sa traversée par une ou des infrastructures routières ou ferroviaires importantes ou la présence d'une canalisation de transport d'hydrocarbures. Un accident se produisant sur de telles infrastructures est susceptible d’avoir des effets graves sur les biens, les personnes ou l'environnement, selon la nature du matériau transporté. Des dispositions d’urbanisme peuvent être préconisées en conséquence.

## Toponymie
Par les textes anciens, Arrion est le premier nom de la ville, prononcé [ arrioun' ] en gascon ; deux traductions sont possibles :
Selon Bénédicte Boyrie-Fénié, ce nom proviendrait du latin Arrione. Ce nom vient du nom Arrius suivi par le suffixe d'appartenance -one, ce qui donne en latin Arrione soit « le domaine d'Arrius ». Celui-ci serait le nom du propriétaire d'une villa gallo-romaine à Rion. La découverte de céramiques datant du Ier siècle avant JC au Ier siècle après JC atteste une occupation antique de Rion.
D'après Julien Lesbats, Arrion proviendrait du gascon arriou, signifiant « ruisseau », en référence à un affluent indirect de l'Adour passant par Rion et Tartas.
Les différentes appellations qu'a connues la ville dans son histoire sont Arrione (Sanctus Martinus de Arrione) en latin au XIe-XIIe, Rion en 1255, Arrion dans un procès au vicomte de Tartas en 1278, Ryon en 1299, Ryons en 1305 qui vient de Ryoncio, en latin, Ryun en 1305, Lo loc d'Arrion dans un traité de paix entre français et anglais du 22 avril 1407, Pion (Carte XVIIe s.), Arrion (carte de 1638), Arion (carte de 1647), Arrion (carte de 1651), Pion au début XVIIIe, Rion (carte de 1714), Arrion (carte de 1733) et Rion des Landes le 30 aout 1846,.

## Histoire

### Antiquité
L'origine antique de la ville est attestée par la découverte en 1992, à 1 km au sud-ouest du bourg au niveau du pont de la D 27, de plusieurs fragments d'une dizaine de vases, de petits blocs de terre cuite rose incrustés d'éléments végétaux, et de fragments d'une jatte à anse interne dont la conception permet de dater la trouvaille entre les IIe – Ier siècle av. J.-C. et Ier siècle apr. J.-C.
Avant l'arrivée des Romains, Arrion se situait sur l'ancien territoire du peuple aquitain des Cocosates. Au ier siècle av JC ce peuple fut annexé avec celui des Tarbelles.
Dès le Ier siècle après JC, le domaine d'Arrius (Arrion) se trouvait à proximité de deux voies romaines reliant Bordeaux à Dax, (Burdigala - Aquae Tarbelicae). Le premier itinéraire dit la voie de l'intérieur est retranscrit dans le guide de voyage l'itinéraire d'Antonin. L'hypothèse de son tracé originel et qu'à partir de la station relais de Coequosa qui se trouvait à Sindères, la voie partait en ligne droite sur Dax. Le tracé fut repris au début du Moyen Âge pour la création des limites des paroisses, ainsi selon les recherches archéologiques récente la voie romaine est la frontière entre les communes Rion et Lesperon, ensuite la frontière des communes Laluque et Taller et puis atteignait Gourbera,.
La deuxième voie est mise au jour début 2024 par les archéologues du CRAL Romain Meynot et Didier Vignaud, en utilisant la technologie du Lidar. Cette via terena (voie non pavée en sable ou en terre) avérée dite la voie des rivières, part de Moustey, elle passe à Trensacq, Sabres, Arengosse (Bézuadun), elle longe l'actuelle route D41 qui relie Villenave à Carcen-Ponson (au sud est de Rion), longe Tartas et  arrive à Gouts où elle rejoint une voie romaine qui relie Dax à Aire-sur-l'Adour (Aquae Tarbelicae - Atura),,,.

### Moyen Âge

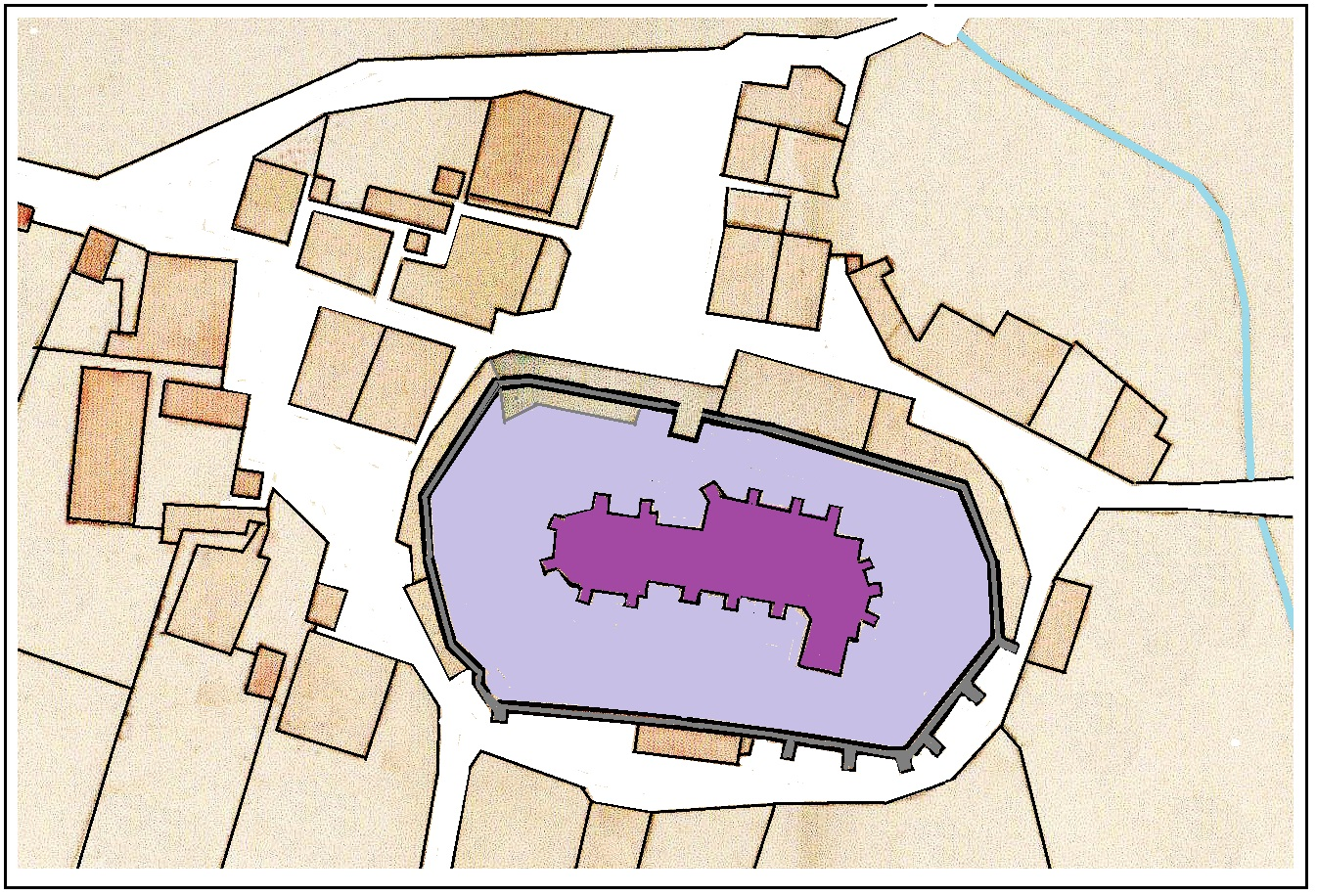
Le bourg de Rion le 29 mai 1825 selon le plan cadastral napoléonien. En violet, l'église avec ses remparts.

Au Moyen Âge, le village d'Arrion formait dès le Xe siècle (vers 960) une seigneurie de la vicomté de Tartas. Le territoire faisait partie de la sénéchaussée de Dax, qui était une subdivision du duché de Vasconie et plus tard du duché d'Aquitaine. La paroisse de Rion faisant partie du diocèse de Dax et de l'archiprêtré de Lanescq,.
Au xie siècle est édifiée au bourg une chapelle romane dédiée à Notre-Dame qui sera remplacé par l'église saint Barthélemy, le seul vestige est le portail roman actuel qui date entre le xiie siècle et le xiiie siècle.
Selon le cartulaire de la cathédrale de Dax, une première église fut édifiée dans la seconde moitié du xiie siècle dédiée à saint Martin et nommée « Sanctus Martinus de Arrione ». Pierre Cuzacq atteste l'existence de l'édifice grâce à un testament datant 5 janvier 1646 où un habitant de Rion « demande à être inhumé au cimetière de l'église Saint Martin du dit Rion ». Cet édifice, selon les Notes de l'abbé Foix, existait encore au milieu du xviie siècle, avec son cimetière, dans le quartier de Saint Martin situé à l'est du bourg de Rion. Le quartier portait encore ce nom au début du XXe siècle.
À la suite du mariage d'Aliénor d'Aquitaine avec Henri II Plantagenet d'Angleterre en 1152, le duché d'Aquitaine appartient à la couronne d'Angleterre pendant 300 ans. Les conflits entre français et anglais obligent les seigneurs locaux à créer des lieux fortifiées pour protéger la population. L'église Saint-Barthélemy fut fortement fortifiée avec une enceinte de murs crénelés de cinq mètres de haut et d'un mètre d'épaisseur comportant une tour de défense protégeant la porte. Autour du xve siècle l'église forteresse elle même est reconstruite dans un style gothique avec un donjon clocher carré de trois étages percée de meurtrières. Les murs de la nef et des deux absides occidentale et orientale étaient percés de créneaux de nombreuses meurtrières,,,.
Plusieurs péages sur les entrées des marchandises et des voyageurs avaient été mis en place dès le XIIIe siècle, et  un passage à gué sur le Retjons fut également créé, au lieu-dit le Goua du port.
Rion connut plusieurs sièges pendant la guerre de Cent Ans. La seigneurie est généralement nommée dans les armistices ou traités de paix provisoirement conclus entre les rois d'Angleterre et les seigneurs d'Albret. Une première fois le 19 mai 1383, le sire d'Albret et le roi d'Angleterre signèrent une trêve de trois ans. Une seconde document daté du 22 avril 1407 déclare une trêve concernant « lo loc d'Arrions et la Gleysa ».
Le 13 mai 1305, Arnaud-Raymond d'Acqs, vicomte de Tartas, vendit les seigneuries de Rion, Lesperon et Arrast à Amanieu VII d'Albret. Celui-ci se présenta à Rion en 1312 afin de recevoir les hommages des habitants et les actes de soumissions féodales de ceux-ci devant notaire.
En 1450, Olivier de Brutails, écuyer, fut seigneur de Rion par donation du roi d'Angleterre.

#### La baronnie de Rion
À la fin de la guerre de cent ans, Alain d'Albret rendit hommage au roi de France, par lettre patente il récupère la seigneurie de Rion. Il la vendit le 20 février 1481 à Raymond de Boyrie qui devient seigneur de Poy ou Pouy, baron de Pontonx, de Rion et de Laluque, seigneur de Lesgor, Carcen, St Jean et St Pierre de Lier, Vic et Gousse, du bois de Beguin et des péages du Brassenx.
Raymond de Boyrie élève la seigneurie de Rion en baronnie. Ce nouveau statut permet l'instauration d'une cour complète de justice (basse, moyenne et haute) appelée l'Ordinaire de Rion. Le seigneur nommait le juge, le procureur juridictionnel, le greffier et le bayle. Le tribunal de Rion se chargeait de toutes les causes, même criminelles, et il était dans ses attributions de prononcer la peine capitale. Pour les appels en matière litigieuse ordinaire ou criminelle, on relevait du sénéchal de Tartas. Pour les affaires commerciales, l'appel était porté à la Bourse de Bayonne.
Les audiences du tribunal se tenaient dans une maison seigneuriale dans laquelle étaient également tenus les actes notariaux, une prison était aménagée dans la tour de défense de l'enceinte fortifiée de l'église.
En vertu de son autonomie relative, la baronnie était administrée par un pouvoir municipal formé par quatre jurats (appelé aussi consul ou magistrat municipal). Chaque jurats représentaient les populations des quatre quartiers de Rion, ils étaient des habitants élus pour un mandat d'un an par les chefs de famille, ils devraient jurer devant le bayle. Leurs fonctions était de dresser les corvées, voter les taxes, veiller au recouvrement de la taille et de l'impôts , rendre la justice, lever des péages dans les marchés et les foires, veiller à l'entretien de la ville, de sa sécurité et de sa prospérité. Les quatre quartiers administratifs de la baronnie de Rion étaient, : 
- le quartier d'Estey englobait le bourg et le nord-est, du ruisseau Maubay à la route de Morcenx.
- le quartier de Mascous le nord-ouest, du ruisseau du Prit à la route de Beylongue.
- le quartier de La Gouarde (le poste de garde) pour le sud-est, du Retjons à la route de Boos.
- le quartier de Cournaou comprenant le dernier quart sud-ouest avec l'Estuchat.

La baronnie avait un abbé doyen qui prélevait la dîme. 
Le système de la baronnie perdura jusqu'à la Révolution,.

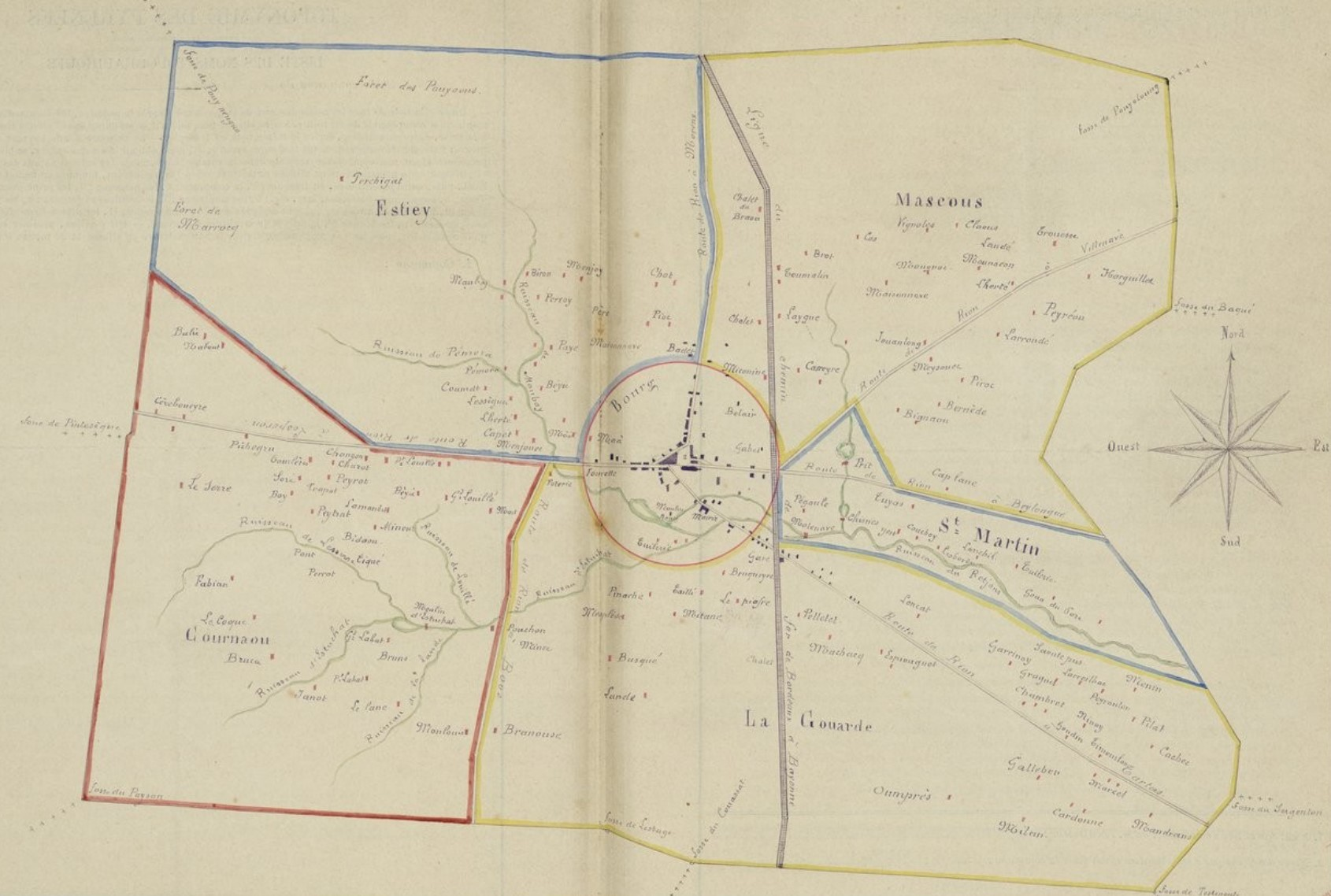
Carte de Rion en 1887, avec la délimitation des différents quartiers.
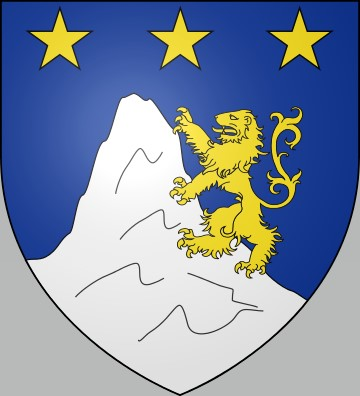
Blason de la famille de Boyrie, seigneur de Pouy, Lesgor, Carcen, St Jean et St Pierre de Lier, Vic et Gousse, du bois de Beguin, des péages du Brassenx et baron de Pontonx et Rion.

#### Les passages des pèlerins
Principalement du XIIIe au XVIe siècle, Rion était une étape sur deux chemins secondaires de Compostelle dépendant de la Sauve :
Le premier chemin dit de Lévignacq reliait les voies de Vezelay, de Tours et de Soulac en partant de l'abbaye de la Sauve jusqu'à Capbreton. Il passait par Captieux, Mont-de-Marsan, Saint-Yaguen et Beylongue. A Rion, le chemin passait à proximité du chalet SNCF de Lévignacq-Braou et rejoignait une chapelle en bois de la sainte Vierge au Tuc de Pouytauzin. Ensuite le chemin repartait par le sud en passant par la fontaine de Saint Jean et le quartier de Cournaou. Le chemin continuait ensuite en passant par l'hôpital de Boos et la fontaine de Sainte-Clair adjacente, par l'hôpital de la Fosse-Guimbault de Taller, l'hôpital de Pouymartet de Gourbera et se terminait à Capbreton,.
Le deuxième chemin était une déviation de la voie de Tour. Le chemin commençait depuis la voie de Tours au château de Laharie, traversait Sindères et rejoignait la chapelle du Tuc de Pouytauzin pour reprendre la voie décrite ci-dessus.
Ces chemins finirent par quasiment disparaitre à partir du XVIIe siècle, la chapelle de Pouytauzin disparait au xixe siècle, des fouilles sont organisés le 22 novembre 2002 on permit de découvrir quelques vestiges,,.

### Époque moderneXVIe–XVIIIesiècle

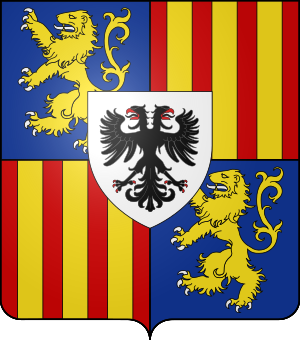
Blason de la famille d'Oro de Pontonx, marquis de Pontonx, vicomte de Saint Martin, baron de Rion.

En 1550, la terre des Albret devint le duché d'Albret, par et pour le roi de Navarre Antoine de Bourbon, et son épouse, Jeanne d'Albret. De ce fait de nouvelles sénéchaussées sont créées, dont la sénéchaussée de Tartas créée en 1558 dont dépendait la baronnie de Rion.
À l'accession au trône de leur fils Henri IV, le duché est uni à la couronne de France en 1607 et est accordé à Henri II de Bourbon-Condé. En 1591, la baronnie de Rion rejoignit les possessions de la famille de Saint-Martin, lors du mariage de Louis de Saint-Martin Vicomte de Biscarrosse, gouverneur de Bayonne, seigneur de Saint-Martin-de-Seignanx et de Jeanne de Boyrie dame de Pontonx, Lesgor et Rion.
En 1640, leur fils Guillaume de Saint-Martin, s'illustrant au service du Roi de France Louis XIV, mérita de voir ses terres élevées en marquisat de Pontonx en août 1651. La même année, le duché d'Albret est cédé au duc de Bouillon. La fille ainée du marquis, Suzanne, épousa Jean-Bertrand-Alexandre d'Oro en 1685. Leur premier fils, Jean-Louis d'Oro-Pontonx, hérite du titre de marquis.
Le fils de ce dernier Henri d'Oro-Pontonx marquis de Pontonx, vicomte de Saint-Martin, baron de Rion, nomme Pierre Laban le premier maitre d'école de la commune le 18 novembre 1785. Il assistera en 1789 à l'assemblée de la noblesse de l'Albret à Tartas, et fut le dernier marquis,.
Les péages sur les entrées des marchandises de Rion prirent fin en 1733.
Avant la Révolution, la dime en grain s'y montait à 4750 livres et le curé en avait les neuf dixièmes, il avait aussi le dixième de la dîme des agneaux, chevreaux et abeilles.

#### Activité économique auxviiiesiècle
Les Rionnais vivaient du système agropastoral, qui leur permettaient d'élever des troupeaux de brebis, de chèvres et de vache marine landaise. Les paysans produisaient du miel, certaines maisons possédaient 300, 400 et jusqu'à 800 ruches. Ils cultivaient majoritairement du seigle, du panis et du millet. Pour moudre les récoltes, ils étaient obligés d'aller aux moulins du seigneur. Il y a eu à Rion jusqu'à quatre moulins à eau, le moulin du bourg sur le Maubay, et le moulin de la Molenave sur le Retjons construit en 1738, le moulin du ruisseau du Prit construit en 1794, et le moulin de Las Chines situé sur le Prit au confluent du Prit et du Retjons. On y dénombrait également de nombreux ateliers de tisserands et de forges,.
À partir du XVIIe siècle, un acte mentionne l'existence d'une production viticole sur la commune, notamment avec la présence de vignobles de grande étendue aux lieudits de Vignolle (vignoble en gascon) et de Trulh (prononcer "trouÿ" en gascon, le pressoir),.
Depuis toujours on pratiquait de façon artisanale l'activité du gemmage. Plusieurs Rionnais possédaient des chaudières gemmières sans ateliers (hourns de gase en gascon). À partir de 1660, Colbert, premier ministre de Louis XIV, permit à cette activité artisanale de passer à l'industriel afin de pallier le besoin grandissant en goudron pour la marine. Le nombre de pignada augmenta sensiblement et permit aux premiers ateliers de goudron (hournots) de voir le jour dans la baronnie,,.

### La Révolution française et la Terreur
Le gouvernement révolutionnaire abolit le droit seigneurial en 1789, ce qui permet de déposséder Henri d'Oro-Pontonx, marquis de Pontonx, de ses terres et de dessiner le département des Landes. Cela permet de muter la baronnie de Rion en municipalité, elle rejoint le canton de Tartas sous la juridiction du district de Tartas.
Le curé en place Jean Napias refuse le serment de la Constitution civile du clergé, simule la folie et se retire à Baigts chez ses parents en 1791. La municipalité rionnaise installe dans cette période révolutionnaire un curé constitutionnel.
Jean Maque, forgeron de profession, est le premier maire de Rion élu en 1790. Les premières élections municipales ont lieu dans l'église Saint-Barthélemy comme celle du 22 novembre 1791 : les électeurs élisaient d'abord le président de la séance, ensuite le maire élu pour un mandat de deux ans (cette année Jean Dupouy élu maire), puis trois officiers municipaux, six notables et un procureur de justice pour le tribunal de Rion. Idem le 22 novembre 1792 en l'église sont élus Jacques Maques maire de Rion et le reste du conseil municipal. A partir de 1793 les séances sont établies dans une maison commune.
Après la mort du roi Louis XVI, la guerre du Roussillon avec l'Espagne est déclarée le 7 mars 1793. Comme partout en France, une levée de troupe fut demandée par le district de Tartas à la jeune municipalité. La ville convoqua tous les hommes célibataires de 18 à 40 ans, et put fournir à l'armée 15 volontaires. Nombreux se marièrent afin d'éviter le service militaire : au cours de l'année, près de 50 mariages furent célébrés. Plus tard, le curé constitutionnel Joseph Ducos (nommé en janvier 93) sollicita et obtint le titre de commissaire pour la création d'une réserve de gardes nationaux à Rion. La population se rendit à son appel et un élan de patriotisme permit de rassembler 320 volontaires. La désertion devint une plaie dans l'armée révolutionnaire, ainsi le 26 mai à Rion, le citoyen Cazaux commandant de la garde nationale de Rion, réunit ses hommes et organise une battue générale dans la campagne : un déserteur surpris est enfermé dans le presbytère, deux sont malades et dix sont en fuite.
Sur ordre du procureur du district de Tartas, la municipalité fit l'inventaire des objets en argent de l'église, et devait envoyer les biens au district. L'ensemble des objets en argent massif, d'un poids de vingt livres et seize once, n'est finalement pas donné au district, la municipalité désobéit. Le 10 mai 1793, la République réquisitionne les cloches des églises afin de les convertir en canons. Le district de Tartas ordonne la réquisition de deux cloches à Rion, laissant la cloche de l'horloge de 1720, et la cloche de 1380, mais la municipalité n'obéit pas une nouvelle fois.
En octobre 1793, sous la pression des administrateurs du district de Tartas, la mairie se plie devant l'arrêté consistant à l'anéantissement de tous « signes extérieurs de fanatisme et de fédéralisme », et décide de descendre les deux cloches réclamées par le district, de faire sonner les deux autres seulement la veille et le jour du décade, d'abattre toutes les croix de la ville, d'installer un grillage de fer pour fermer les fonts baptismaux et de descendre la girouette de l'église. De plus, par arrêté, elle interdit aux cabaretiers de servir à boire et à manger à partir de 19 h tous les dimanches et les jours de fêtes, sous peine d'amende et d'emprisonnement.
À l'an II de la République (1794) les cultes sont interdits ainsi le 22 ventôse (le 11 mars), l'église Saint-Barthélemy fut convertie en temple de la Raison et y était tenu le culte de la Raison et le culte décadaire, les autorités y présentaient les arrêtés et les lois à la population. Dans le cadre de cette conversion tous les signes relatifs au culte catholique devaient être détruits. Ainsi du 24 au 29 germinal (14 au 17 avril 1794), les cinq autels et retables furent détruits ainsi que les statues et autres signes religieux. Les débris sont laissés sur place. Fin 1794 le temple de la Raison est converti en temple de l'Être Suprême où était tenu le culte de l’Être Suprême. Rion perd cette année son tribunal et est dépossédé de tout ressort de justice,.
Cette même année fut marquée par de nombreuses dénonciations dues à la loi du maximum et par d'abondantes réquisitions dont voici les plus importantes : le 23 nivôse (le 12 janvier) le district réquisitionne le fourrage pour l'armée. Le 11 germinal (le 31 mars), tous les forgerons de Rion sont mis en réquisition et sont obligés de se rendre à Tartas pour fabriquer des piques pour l'armement des gardes nationaux. Le 14 germinal (le 3 avril), Rion doit verser 250 quintaux de seigle au grenier militaire de l'armée des Pyrénées, mais après remise du contingent, l'autorité militaire constate qu'il manque 76 livres de seigle, on perquisitionne toutes les maisons de la commune pour savoir s'il y en a. Le 3 prairial (le 22 avril), le district réquisitionne tout le charbon, du bois pour la fabrication de poutres, les cordes des cloches et le grillage servant à fermer les fonts baptismaux. Le 19 messidor (le 7 juillet), on réquisitionne 400 quintaux de seigle pour les greniers militaire du district. Lors de la foire de la Saint Barthélemy du 9 fructidor (le 27 août), la municipalité doit réquisitionner trois paires de bœufs et les donner aux troupes militaires de passage pour l'Espagne. Le 5 nivôse (le 25 décembre), on réquisitionne 150 voitures. Les réquisitions continuent de plus belle en 1795 avec 50 quintaux de fourrage, 2000 planches, 200 quintaux de paille, toute l'avoine non nécessaire aux semences.
Les blessés de guerre en nombre important sont transportés dans les hôpitaux de campagne par les rivières. Un est établi à Tartas à la maison des cordeliers et ainsi Rion dut fournir huit matelas, deux couvertures…
Le 17 nivôse de l'an III de la République (le 5 janvier 1795), le commissaire D'Arnaudin du district Tartas, tient une vente aux enchères sur la place publique de Rion. Sont vendus tout le mobilier, les objets de culte de l'église dont l'argenterie, ainsi que les débris des cinq autels qu'il nomme « les restes des dépouilles du fanatisme ». Le 28 prairial (le 16 juin) sont vendus aux enchères les biens rionnais du marquis de Pontonx, exilé en cette période. Le moulin du bourg est vendu pour 51100 livres, le moulin de la Molenave pour 40100 livres et la maison seigneuriale où était tenu le tribunal pour 10100 livres.
La guerre d'Espagne prit fin en juillet 1795, les révolutionnaires ne sont plus écoutés par le peuple, la commune obéit encore de moins en moins aux directives du district, le temps de la terreur laisse place au directoire et à une grave crise financière,.

Le district de Tartas est supprimé et remplacé par l'arrondissement de Saint-Sever en 1801, lui-même annexé dans l'arrondissement de Dax en 1926. 

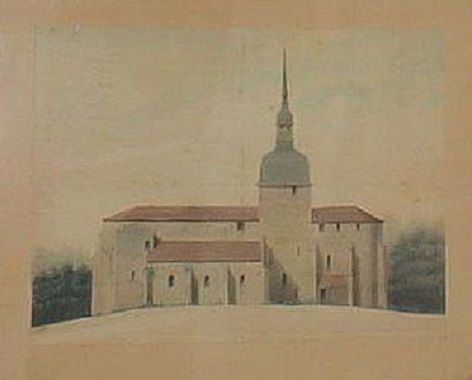
Lithographie de l'église en 1866 avant ses grands travaux. Architecture du XVIe siècle.

### Début duXIXesiècle
Dès 1802, avec le rétablissement du culte, les marguillers successifs s'attachent à remeubler l'église dont seuls les derniers débris des autels sont présents à l'intérieur. Grâce à l'appel à la générosité et à la piété, de nouveaux objets de culte sont achetés. En 1825, l'autel dédié à saint Barthélemy fut construit par des Italiens et en 1827 l'autel dédié à saint Roch.
Les rues du bourg étaient boueuses, malsaines, les eaux stagnaient et rendaient l'air insalubre. En 1816 il est décidé de paver le bourg avec du bois de pin.
En 1832, le cimetière qui se trouvait dans l'enceinte fortifiée de l'église est déplacé à son emplacement actuel (le cimetière Nogaro).
En 1834, le clocher est rénové en bois et les fortifications sont détruites, la tour carrée romane servant de prison et une vieille halle attenante. Avec ses pierres, les rues du bourg sont pavées et sont construits une maison commune, une nouvelle halle (détruite en 1874) et les murs du nouveau cimetière.
À peine le clocher rénové que celui-ci est frappé par la foudre, qui l'incendie complètement en 1837. Plus tard, en 1847, on fait un appel à la générosité et à la piété des habitants, pour remplacer la cloche de l'horloge de 1720. La charité publique surpasse tant les attentes qu'il est décidé de fondre deux cloches, ce qui est fait au pied de l'église le 11 novembre.

Le 4 mai 1848, après la chute du roi Louis Philippe et la proclamation de la République, un premier arbre de la liberté est planté à la demande des Rionnais. Dès lors, il est de tradition de replanter un arbre de la liberté à chaque vie d'arbre,.

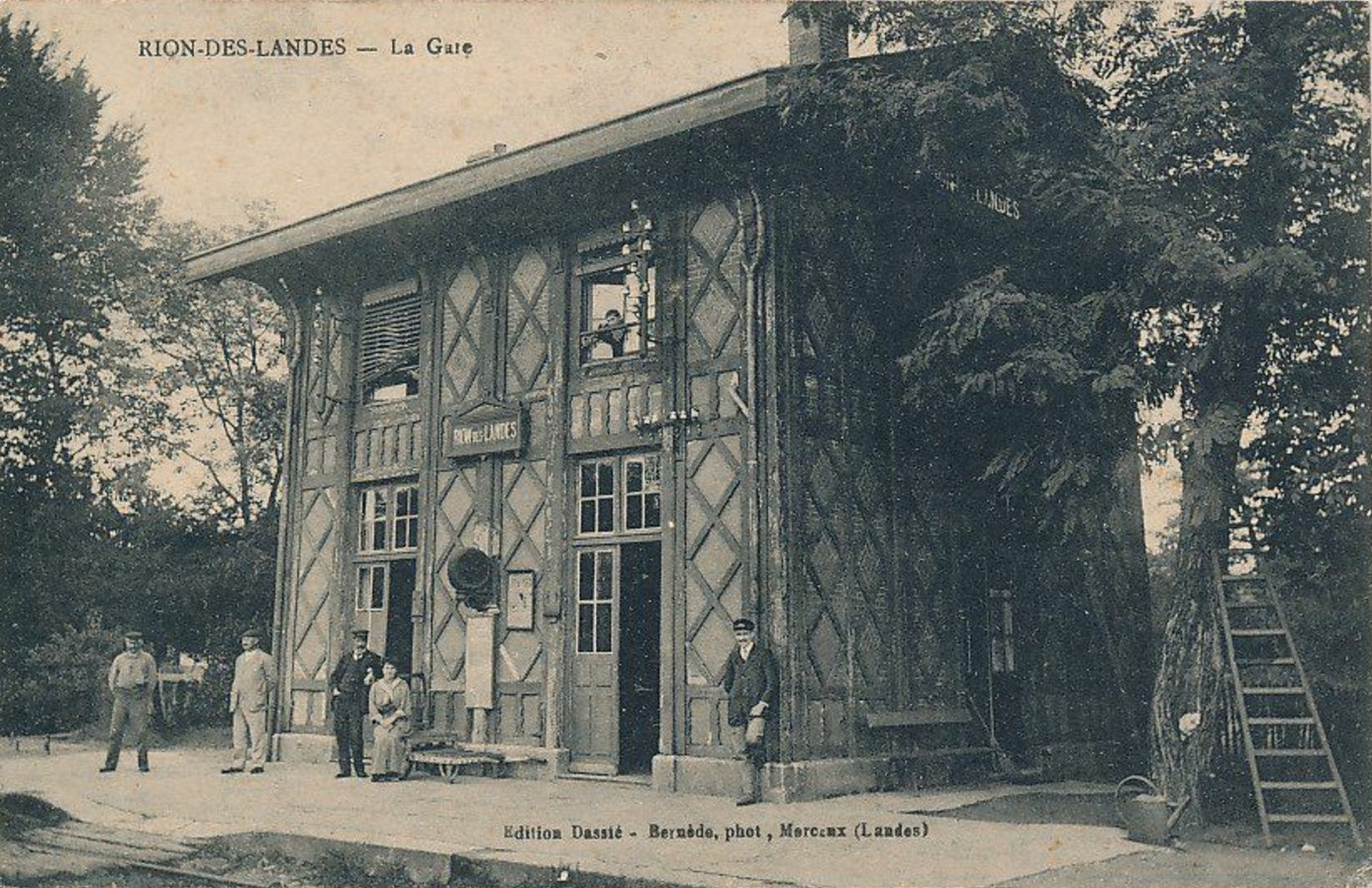
La gare au début du XXe siècle.

### Révolution Industrielle 1850-1914
La construction de la voie de chemin de fer Bordeaux-Hendaye en 1853 et la plantation massive de pin voulue par l'empereur Napoléon III à partir de la loi du 19 juin 1857, ont contribué grandement au développement économique de la ville, remplaçant les landes par les pignadas, les bergers landais par les résiniers.
Ce développement économique et l'augmentation démographique (plus de 1300 habitants en plus en un siècle), ont permis à la commune de se moderniser et de se métamorphoser, la ville s'est allongée vers le sud avec le quartier de la gare de Rion-des-Landes, où le premier train est passé le 15 août 1854.

Le développement économique permit à la ville de réaliser des grands travaux, à cette époque sont construites : l'école des filles en 1857, la gendarmerie en 1862, l'école des garçons avec la mairie en 1873 et une halle en fonte en 1874 qui remplace une plus ancienne. L'église Saint-Barthélemy est agrandie et embellie en construisant le bas-côté sud, le porche et le clocher en pierre de taille (durée des travaux 1864-1868). Le télégraphe est installé en 1873 au premier hôtel des postes daté de 1846, celui-ci est remplacé en 1905 par l'hôtel actuel. En 1893, on détruit trois maisons pour créer la place des tilleuls (place des droits de l'homme) et la commune achète les terrains du bosquet pour y établir les arènes démontables. On construit le nouveau presbytère en 1906, le théâtre municipal en 1908 (le plus vieux des Landes). L'électricité est installée en 1909 avec la construction d'une centrale hydroélectrique au lieu-dit de la Molenave avec un canal alimenté par le ruisseau l'Estuchat. En 1911, la halle en fonte de 1874 est détruite pour faire place au kiosque actuel, construit avec les éléments de la halle (les poteaux en fonte et les croisillons décorant le pourtour supérieur). À la fin du XIXe siècle, la population s'élevait à plus de 2500 habitants,,,.

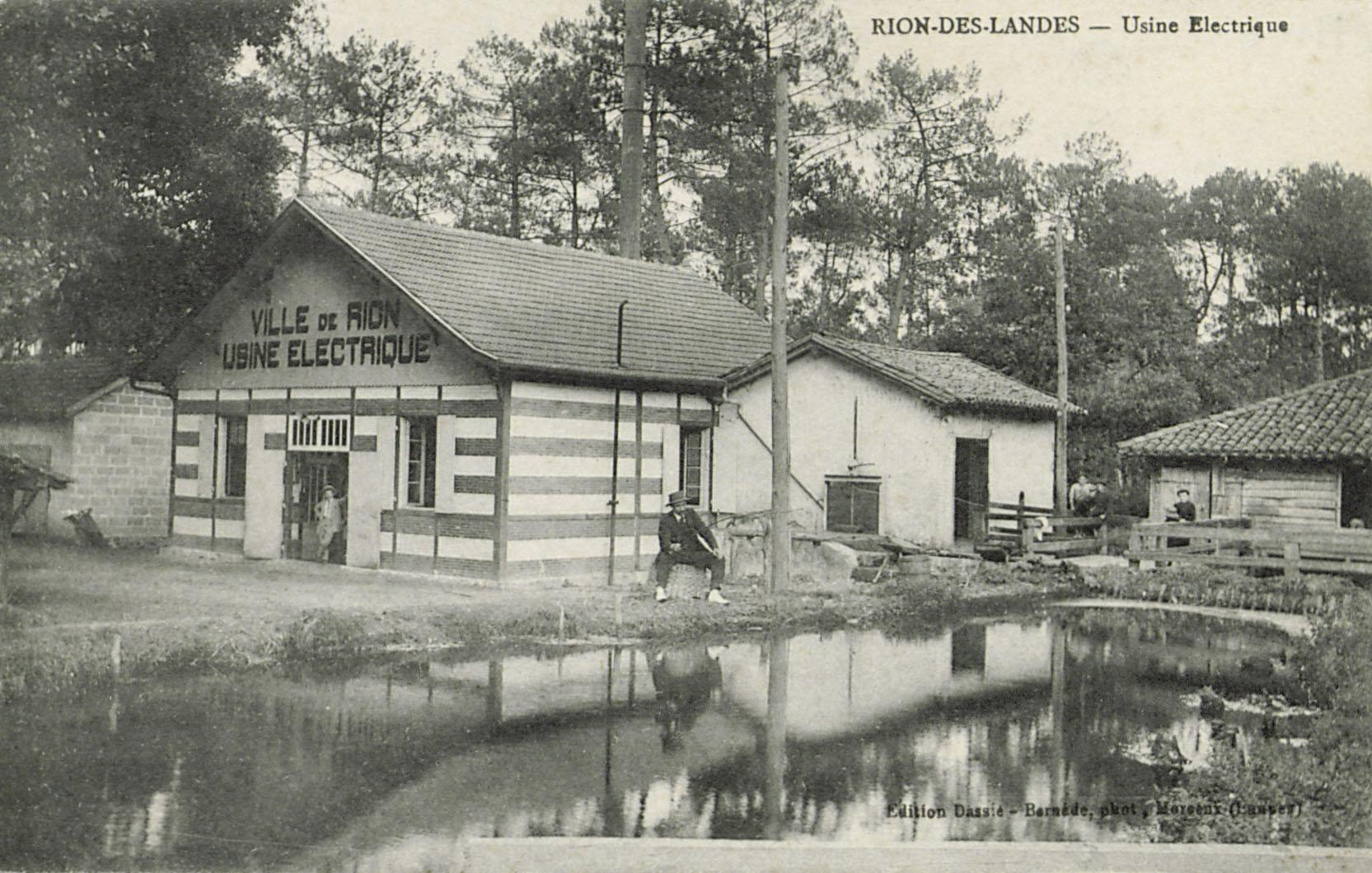
L'usine hydroélectrique et à droite le moulin.
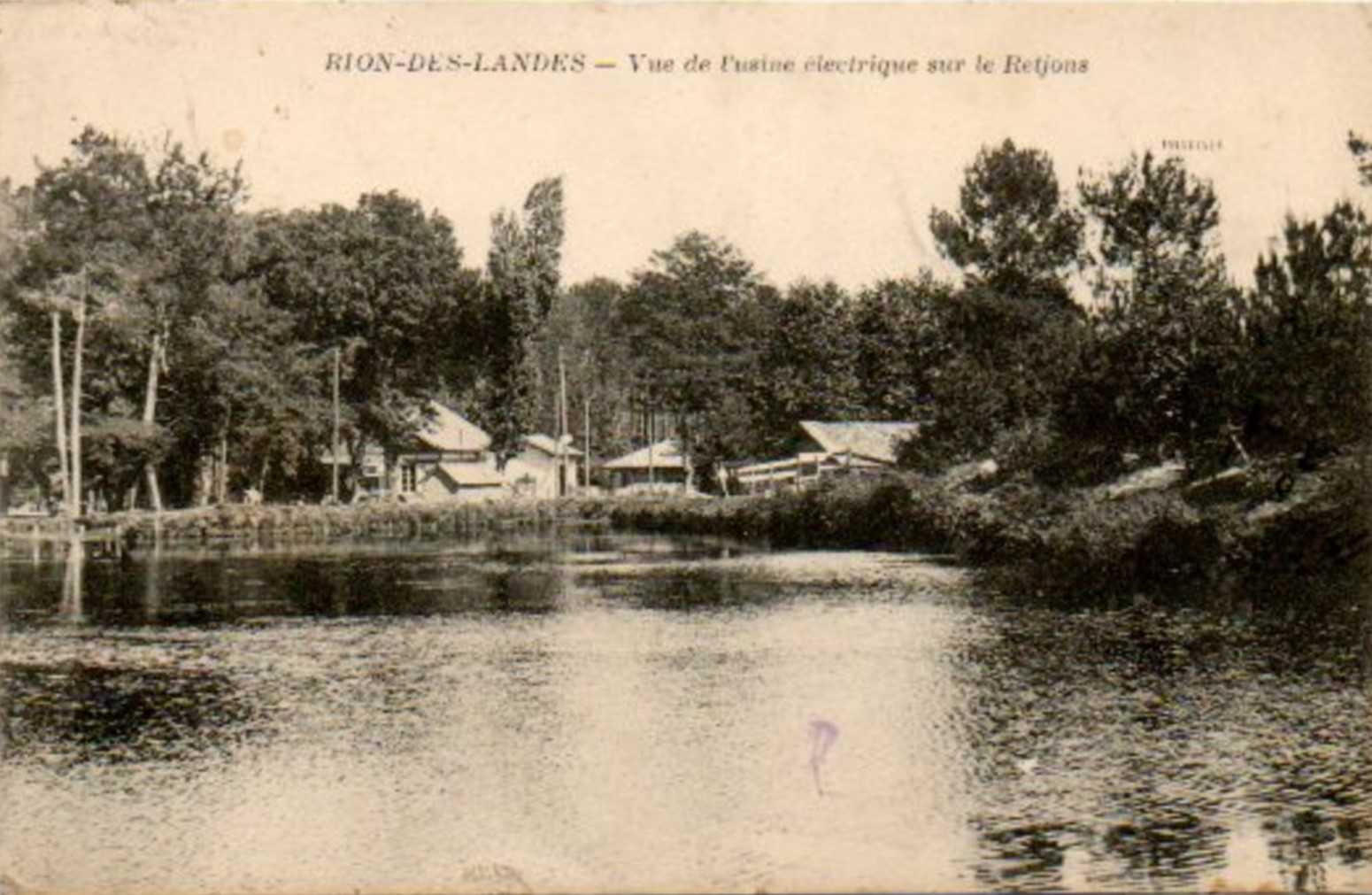
Le lac de la centrale hydroélectrique et du moulin de la molenave.
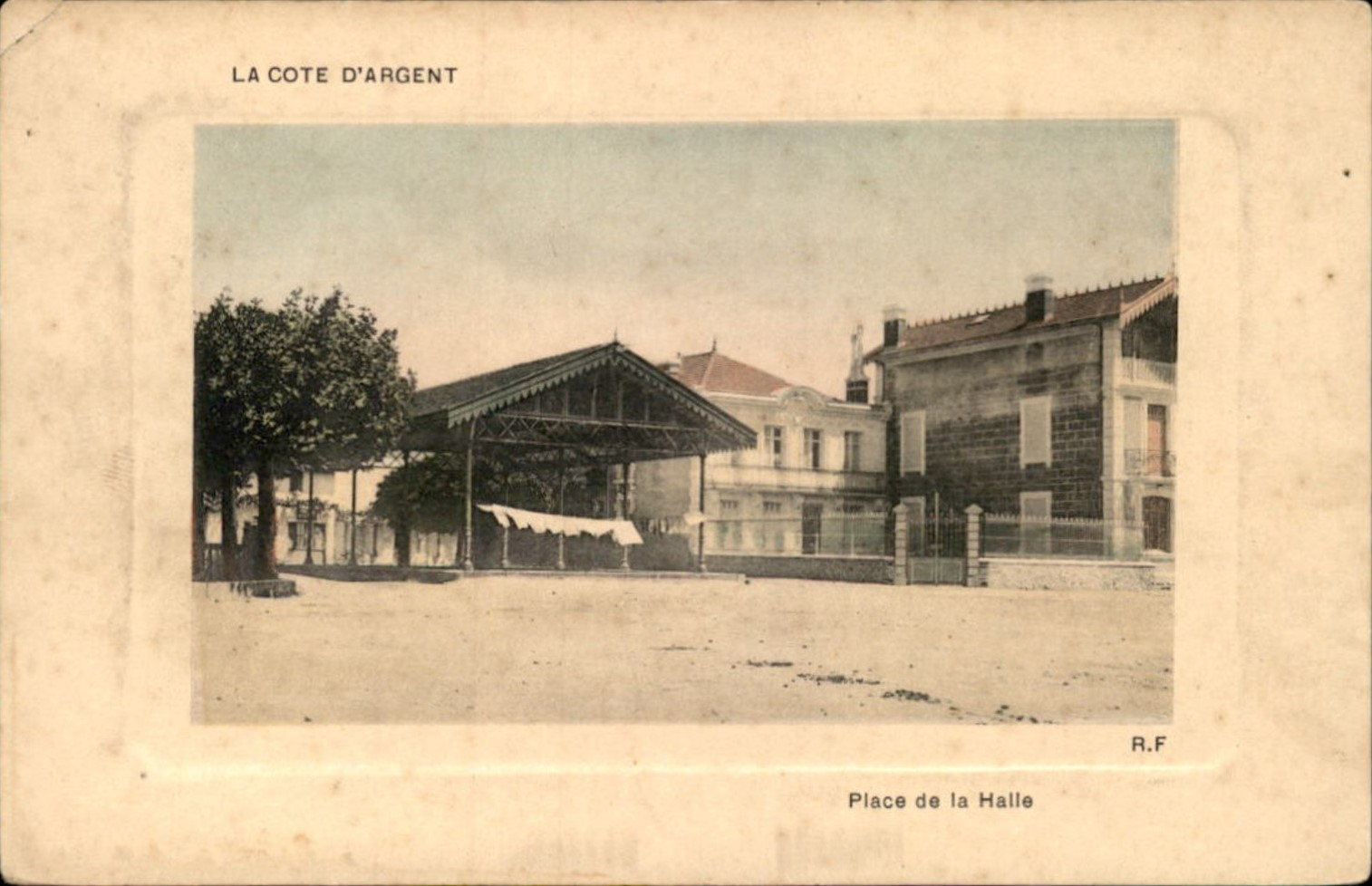
La place de la halle avant 1911.
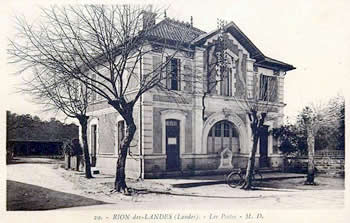
L'hôtel des postes au début du XXe siècle.
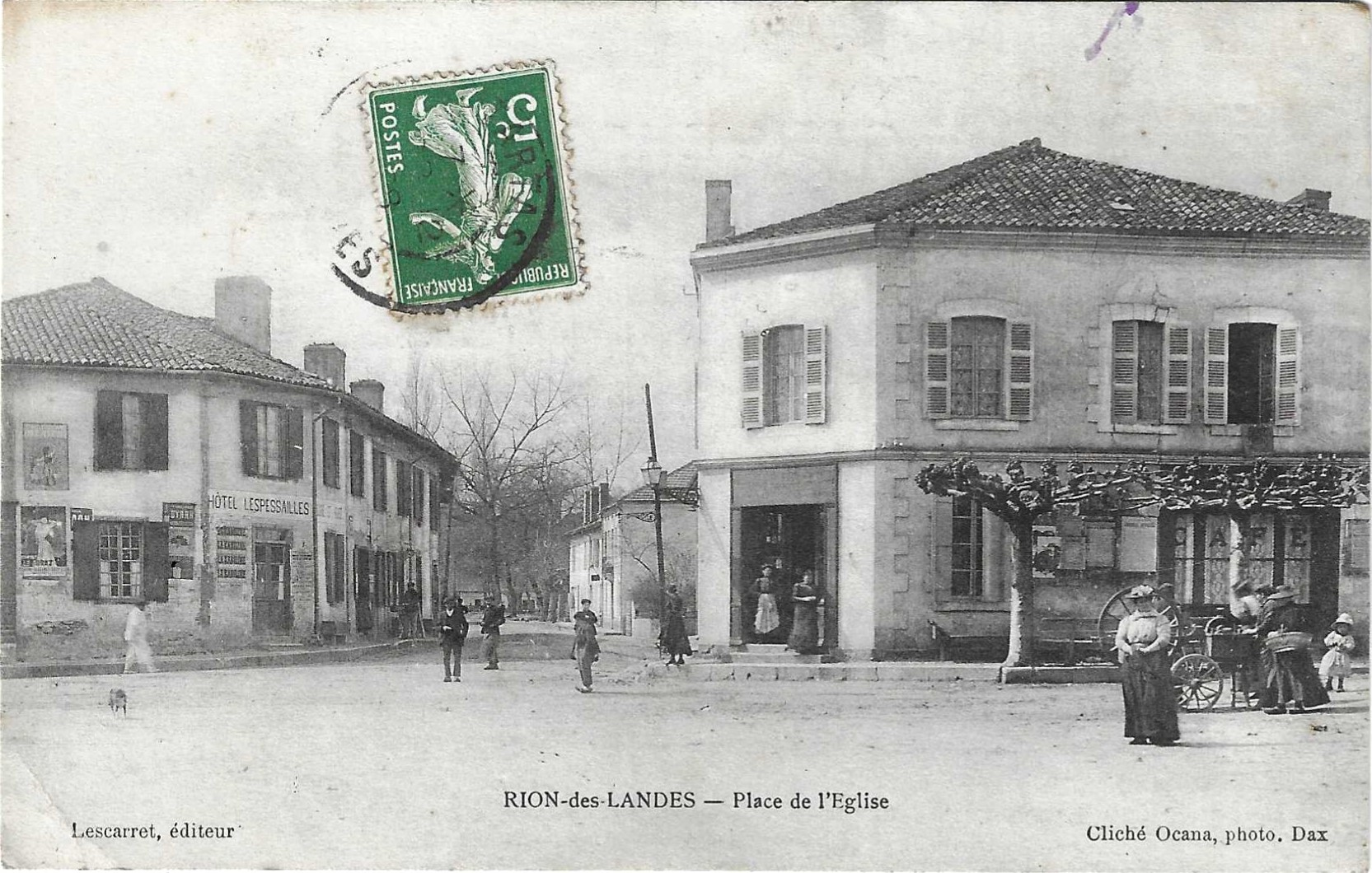
La rue du commerce en 1908.
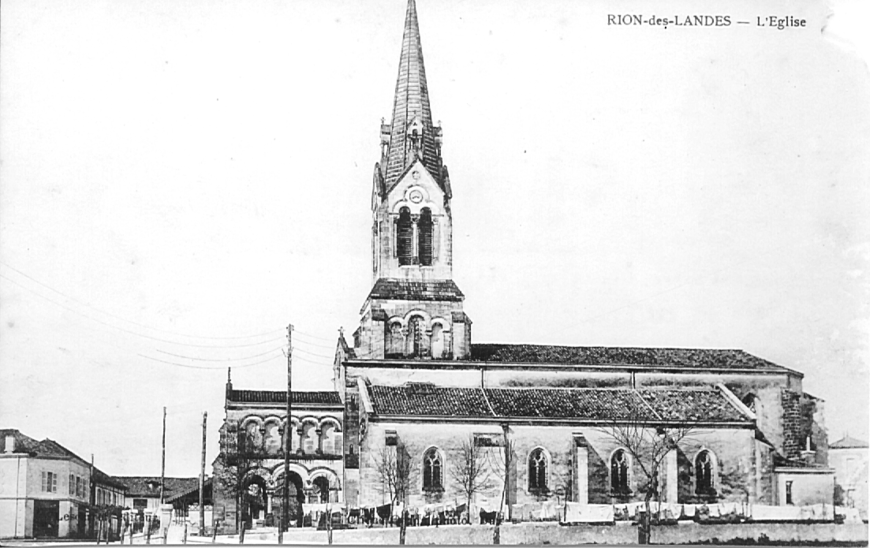
L'église en 1911.

#### Activité économique de l'époque
La voie ferrée qui traverse la commune de nord au sud permet à l'industrie, au commerce et à l'agriculture de se développer de façon importante.
Sur les 11500 hectares de la commune, on compte 1300 hectares de céréales (millet, panis, maïs, seigle, coronille, avoine, fève et haricot), 12 hectares de pomme de terre, 10 hectares de vigne et près de 9400 hectares de bois. Les hectares restant sont des prairies et des landes. Il y avait encore de grands ruchers à Pemora et Chambret, et plus d'une dizaine de vignobles dont à Pinache et Chambret.
La commune dénombrait au début du XXe siècle vingt-quatre aubergistes, sept marchands de vin, trois boulangeries, trois boucheries, douze épiciers, cinq tailleurs, six coiffeurs, quatre charpentiers, six menuisiers, neuf forgerons, 2 maréchaux-ferrants, 3 charrons, cinq marchands de bicyclette…
En ce qui concerne l'industrie, il y avait cinq scieries, une usine d'allumettes, trois pailleuses, trois ateliers de produits résineux, une cimenterie, un four à chaux. Il y avait trois tuileries dont deux prélevaient l'argile sur place (au Goua du Port et à la tuilerie).
À la place du moulin du bourg s'élevait la scierie d'Albert Poisson, remplacée plus tard par une fabrique de ruches. Seuls les moulins de la Molenave et de l'Estuchat existaient encore, celui du Prit (daté de 1794) fut abandonné après une inondation en 1909.

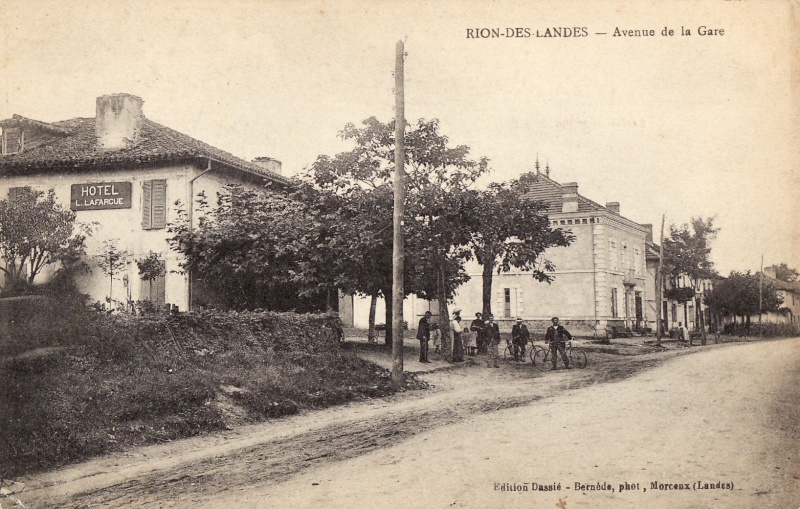
L'hôtel précédant le restaurant de Maïté.
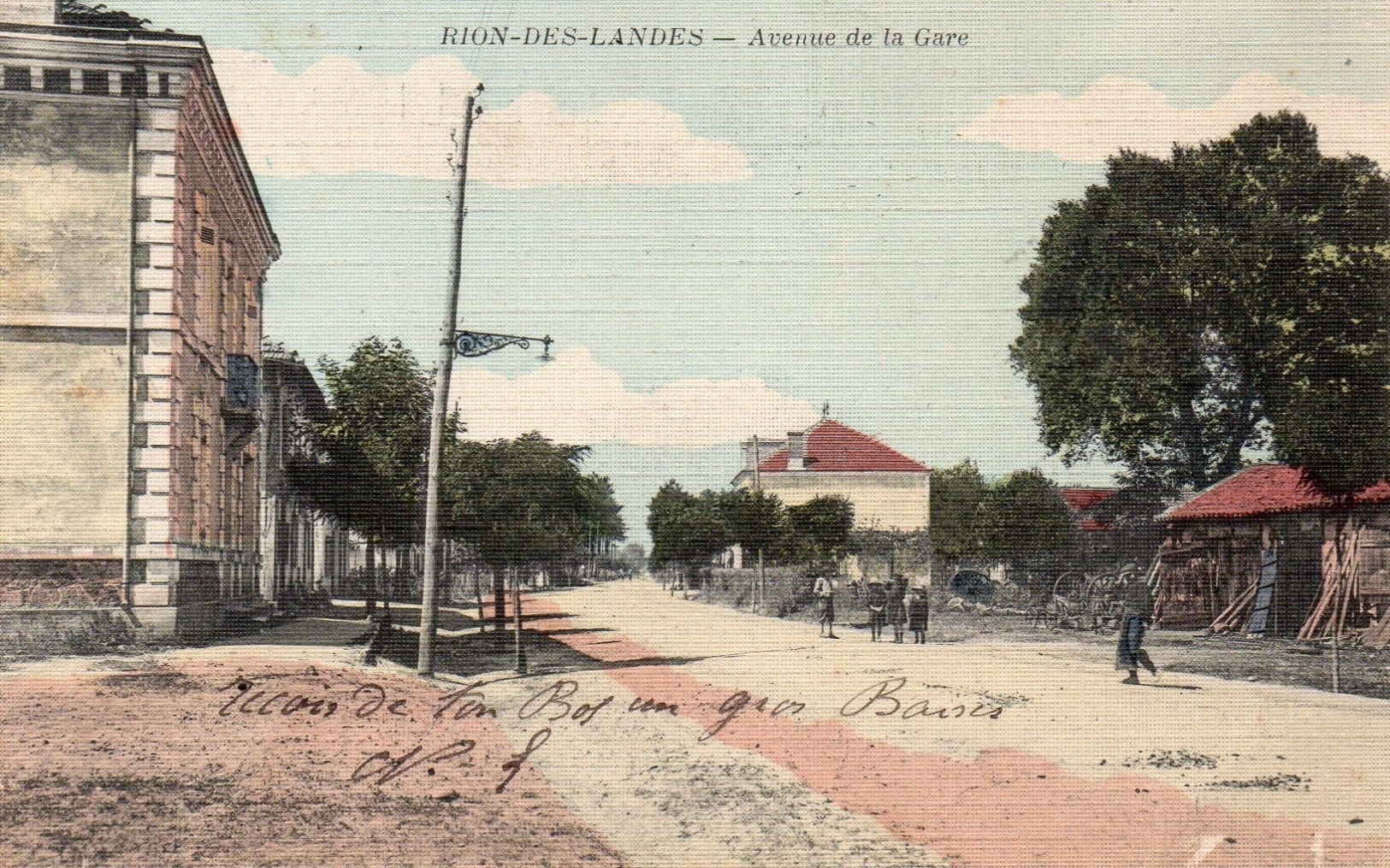
L'avenue de la gare.
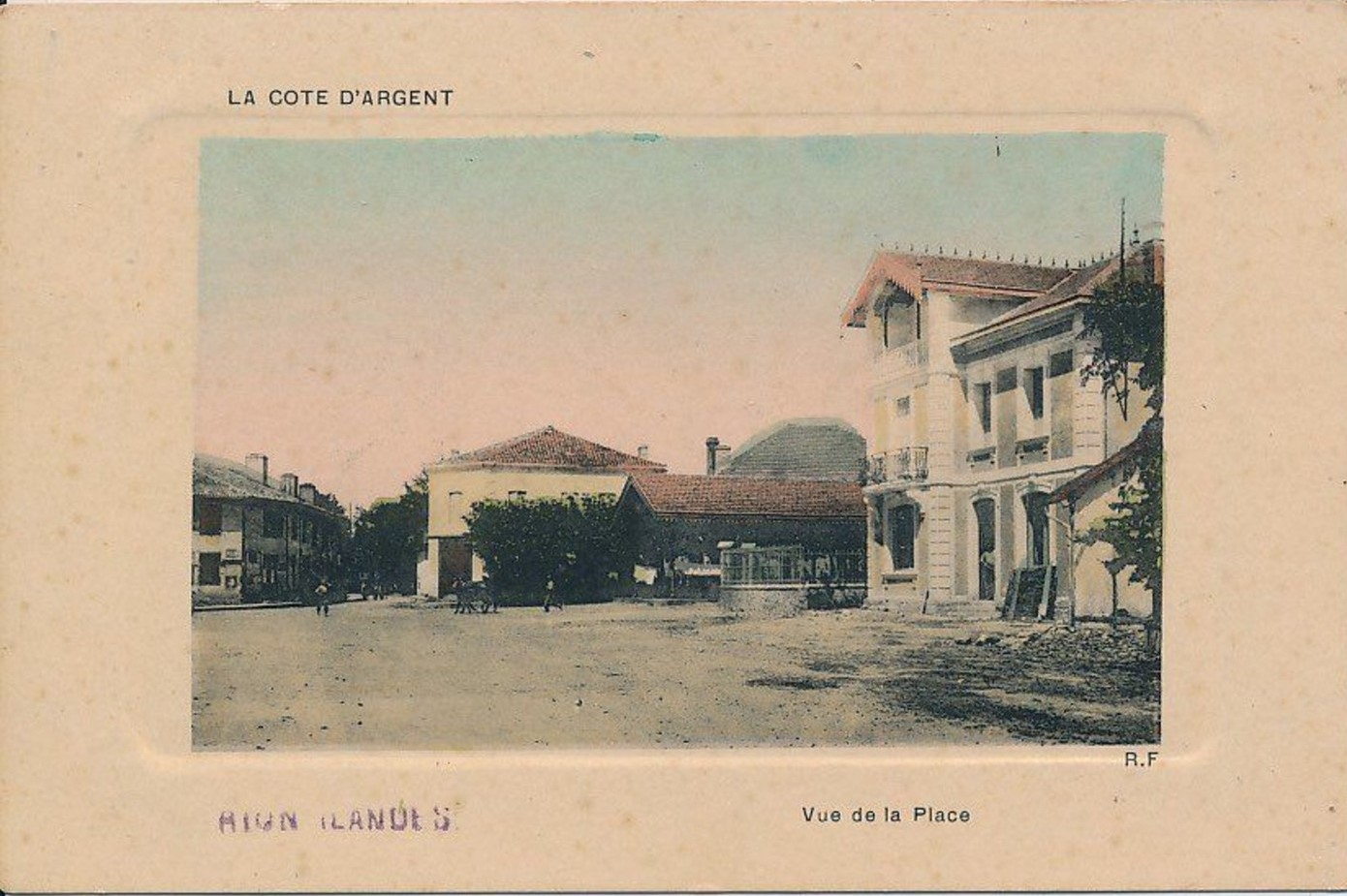
La place avec la halle.
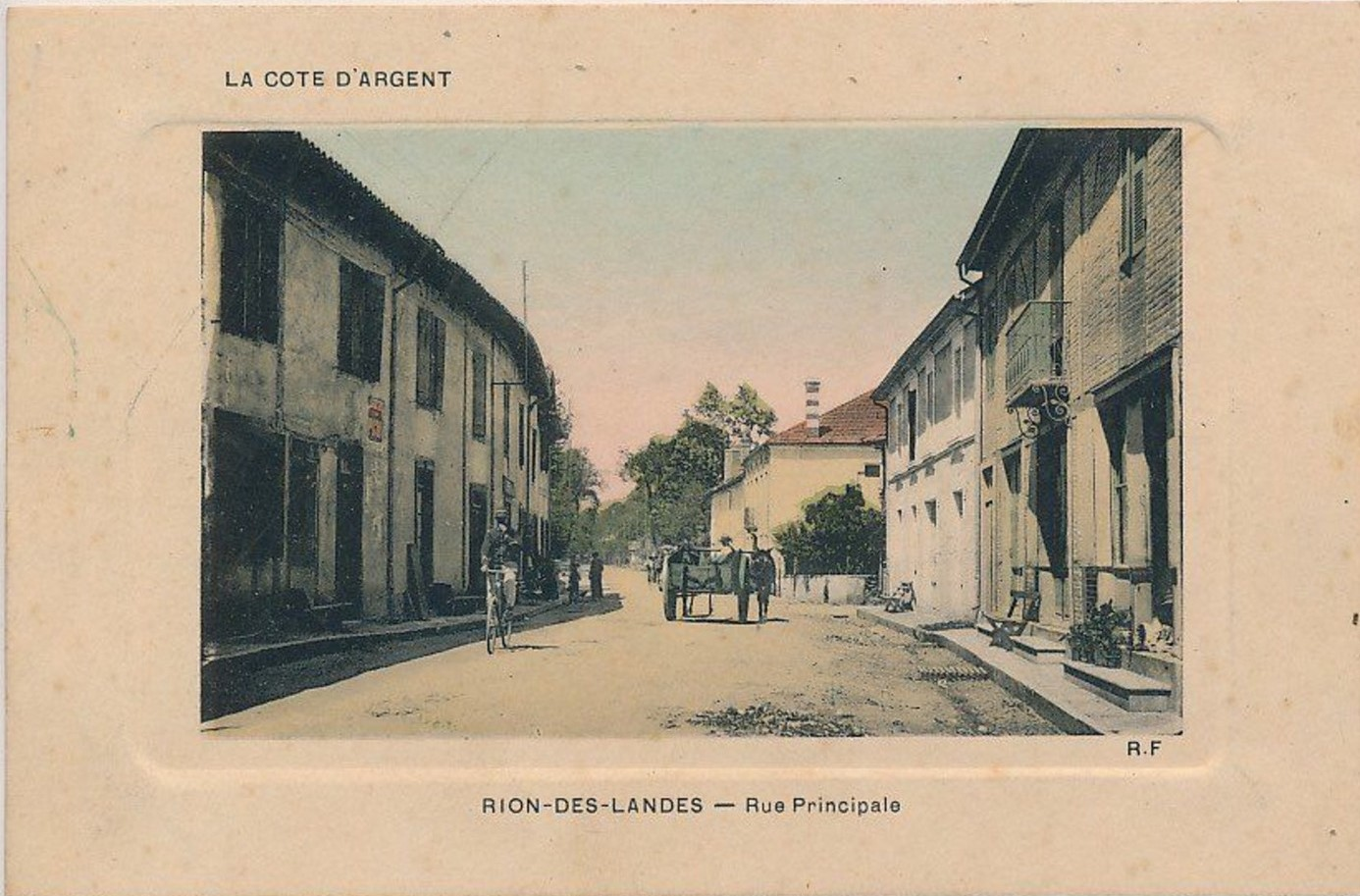
La rue du commerce au début du XXe siècle.
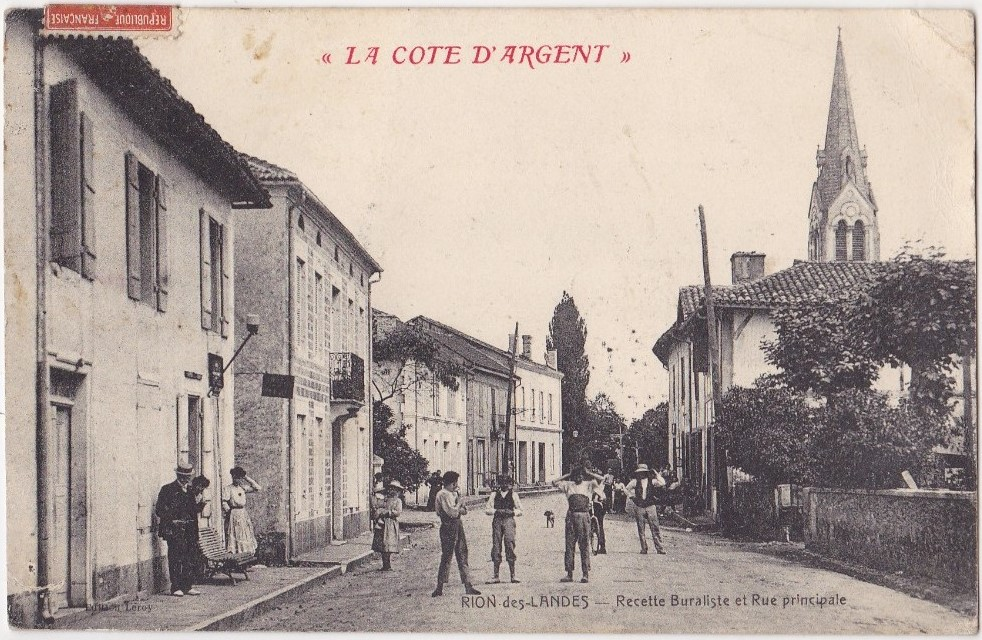
La rue du commerce au Buraliste 1907.
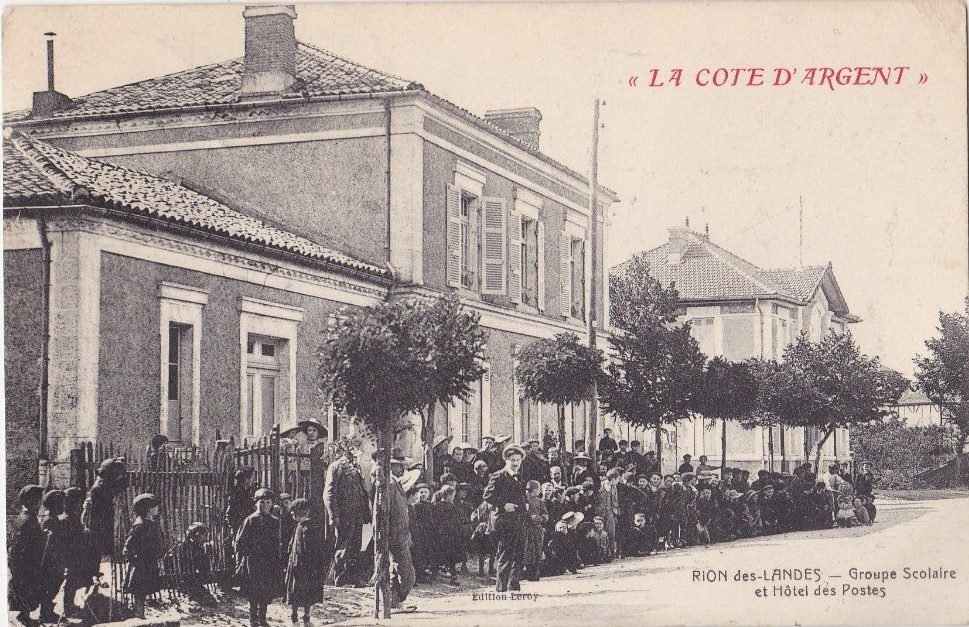
La mairie et l'école des garçons en 1907.

### La lutte des résiniers rionnais de 1907

#### Contexte
À partir de 1902, le prix des barriques de résines s'enflamme pour atteindre et dépasser 100 francs la barrique contre 50 francs entre 1880-1901.

La commune étant propriétaire et exploitante de sa forêt, considérait qu'il était équitable que les résiniers communaux bénéficient de la hausse des matières résineuses, elle décida le 19 novembre 1905 d'accorder une gratification de 20 francs à chaque gemmeur communal. De même, le 4 février 1906, le conseil municipal décida que désormais, les résiniers communaux recevront « la moitié du prix de la barrique jusqu'à 60 francs ; qu'au-dessus de ce chiffre une retenue de 10 francs sera faite par barrique pour les pots et les crampons ; que le surplus de 70 francs sera partagé par moitié ; que le transport des gemmes dans la commune sera aux frais des résiniers »,.

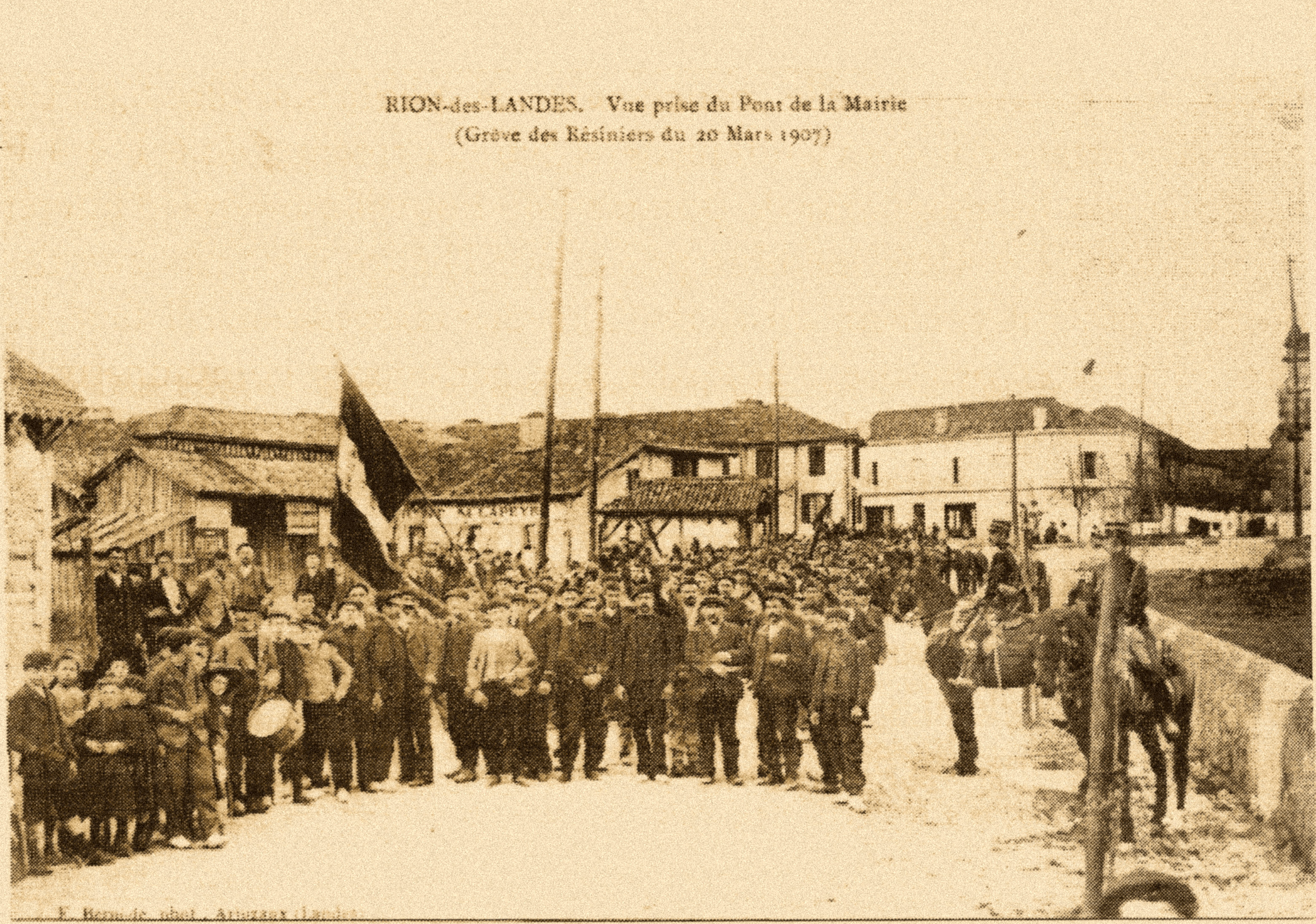
Les manifestants le 20 mars 1907.

Mais ce mouvement d'équité n'était pratiqué que par la commune de Rion. Vu que beaucoup de résiniers travaillaient à la fois pour la commune et pour les propriétaires privés Rionnais, les résiniers ont demandé à ceux-ci d'aligner leurs prix. Ce fut un refus quasi catégorique de tous les propriétaires. Ensuite lors du conseil municipal 28 janvier 1907, sont examinés les revendications syndicales dont que le prix de la gemme soit partagé de moitié quel que soit le prix ainsi que les frais de transport et que les propriétaires s'alignent sur la condition de la commune, mais le conseil refuse et pousse la condescendance jusqu'à son extrême limite en décidant que la retenue de 10 francs par pot et crampon, voté le 4 février 1906, serait abaissée à 6 francs. Les autres conditions restant les mêmes. De ce fait, les syndicalistes ont refusés les mesures du conseil et ont déclarés la grève en mars 1907, grève qui dura 7 jours,,.
Le mouvement syndicaliste rejoignit la lutte des résiniers qui avait commencée dans le pays de Born et le Marensin dès 1905, avec des grèves et des manifestations violentes dont à Sainte-Eulalie-en-Born et à Lit-et-Mixe, des incendies de forêt à Lesperon, et une grève d'un mois à Beylongue qui se transforme en véritable « guerre civile » où les propriétaires sont menacés de mort et retenus prisonniers chez eux. Le mouvement s'intensifia à partir de 1906, en cette année est fondé le syndicats des gemmeurs de Rion.

#### Déroulement de la grève
La première grève rionnaise contre les propriétaires éclate le dimanche 17 mars 1907. Peu violente, elle est dirigée par les métayers résiniers Barthélemy Callède, Pierre Dutilho, Jean Bourdens, Jean Barsacq et Louis Bats. Le syndicat des gemmeurs comptait 243 syndiqués. Par décision préfectorale les établissements de débits de boissons de la commune sont fermés dès 20 heures.
Le lundi un premier conseil eu lieu sans accord de trouvé, ainsi le mouvement prit des proportions inquiétantes, au point que le maire Albert Poisson télégraphie à la sous-préfecture de Saint-Sever qu'il ne lui est plus possible d'assurer l'ordre. Les résiniers manifestent devant les maisons de trois propriétaires et vont même pendant la nuit assiéger la maison de Justin Maisonnave, le président du groupe des propriétaires, avec à l'intérieur les propriétaires Maisonnave, Boré et Callède. Le lendemain à 9 heures, arrivent deux compagnies du 34e régiment de ligne soit 600 hommes, ces derniers ont accompagné le préfet Amelot et le sous-préfet Poivert. Les propriétaires sont libérés de la demeure et reconduits à leur domicile sous escorte,.
Ensuite le 22 mars, le préfet organise à la mairie une assemblée générale, usant de toute sa persuasion pour infléchir l'orientation des propriétaires, mais à la fin les résiniers ont jugé les concessions insuffisantes. Finalement, un accord est trouvé entre les deux parties le samedi 23 mars, les gemmeurs communaux ont la moitié du prix de vente des résines, mais le coût de transport reste à leur charge. On note l'incendie d'une bergerie comme fait de grève,,.
Après les conflits, la fédération syndicale se renforce avec plusieurs congrès des résiniers dont un s'est tenu à Rion en 1908.

### Première Guerre mondiale 1914-1918
Durant la Première Guerre mondiale, la commune accueille l'hôpital complémentaire d'armée no 70. Cinquante lits sont installés dans l'école des filles et dans le théâtre municipal pour y soigner les militaires blessés.

Albert Poisson, maire de la commune, commande en 1919 un tableau commémoratif des morts de la guerre au peintre Pierre Gustave Saint Laurent. Ce tableau est installé dans la mairie de l'époque, dans la salle du conseil. La même année est construit le monument au mort de l'église. Le monument aux morts extérieur est inauguré le 18 février 1923 afin de rendre hommage aux 122 Rionnais morts au combat, il est composé d'un pilier commémoratif surmonté de la statue Le Baiser au Héros du sculpteur Charles-Henri Pourquet, elle représente une femme élançant une dernière fois son homme partant au combat. Dans le cimetière Nogaro, un carré militaire regroupe les tombes de 8 soldats rionnais,.

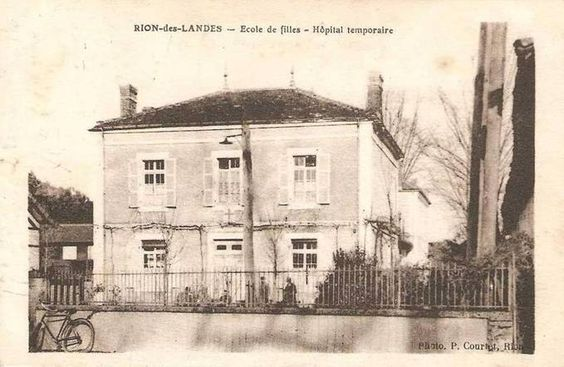
L'école des filles et hôpital temporaire en 1916.
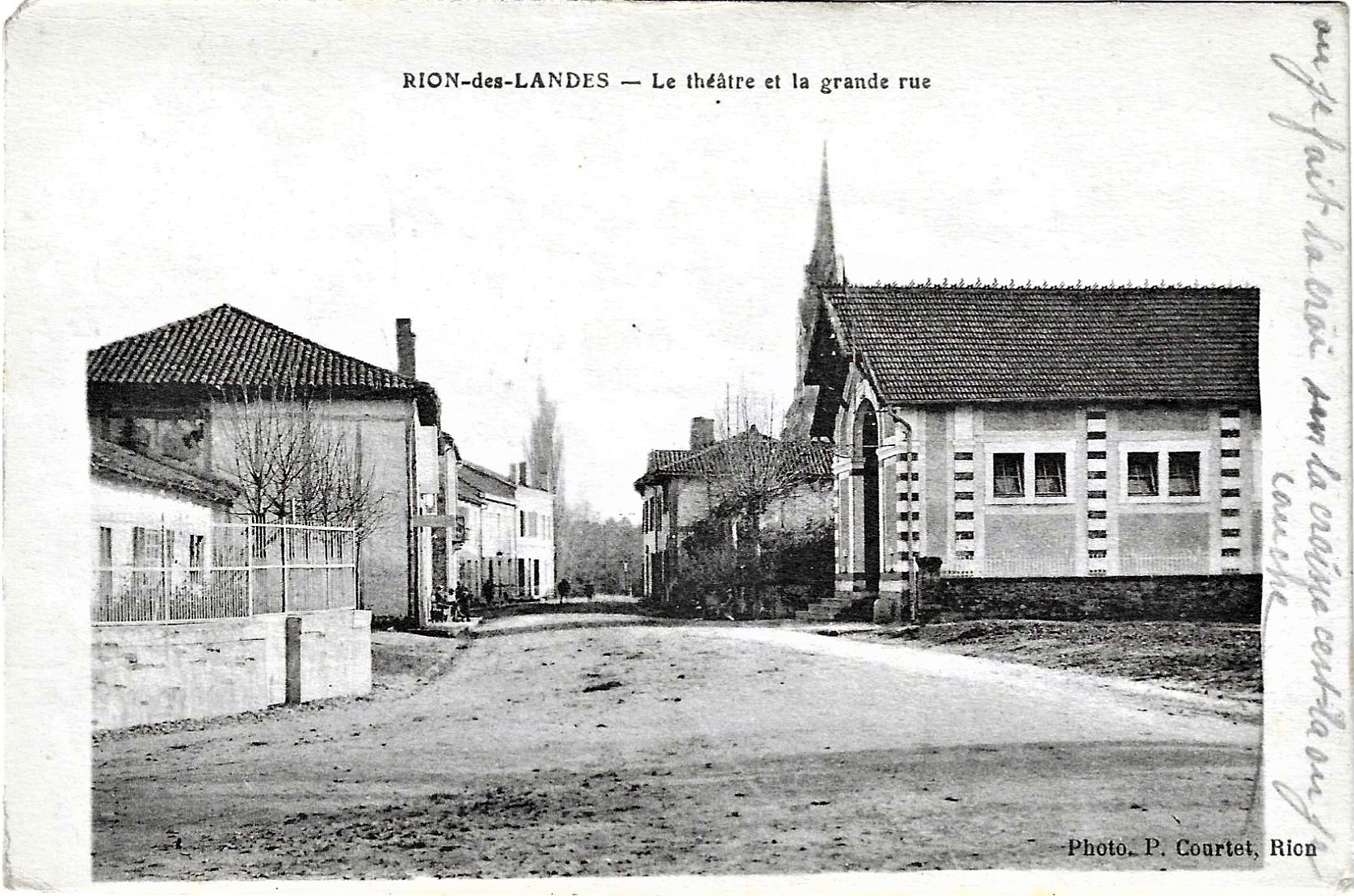
La grande rue en 1916.
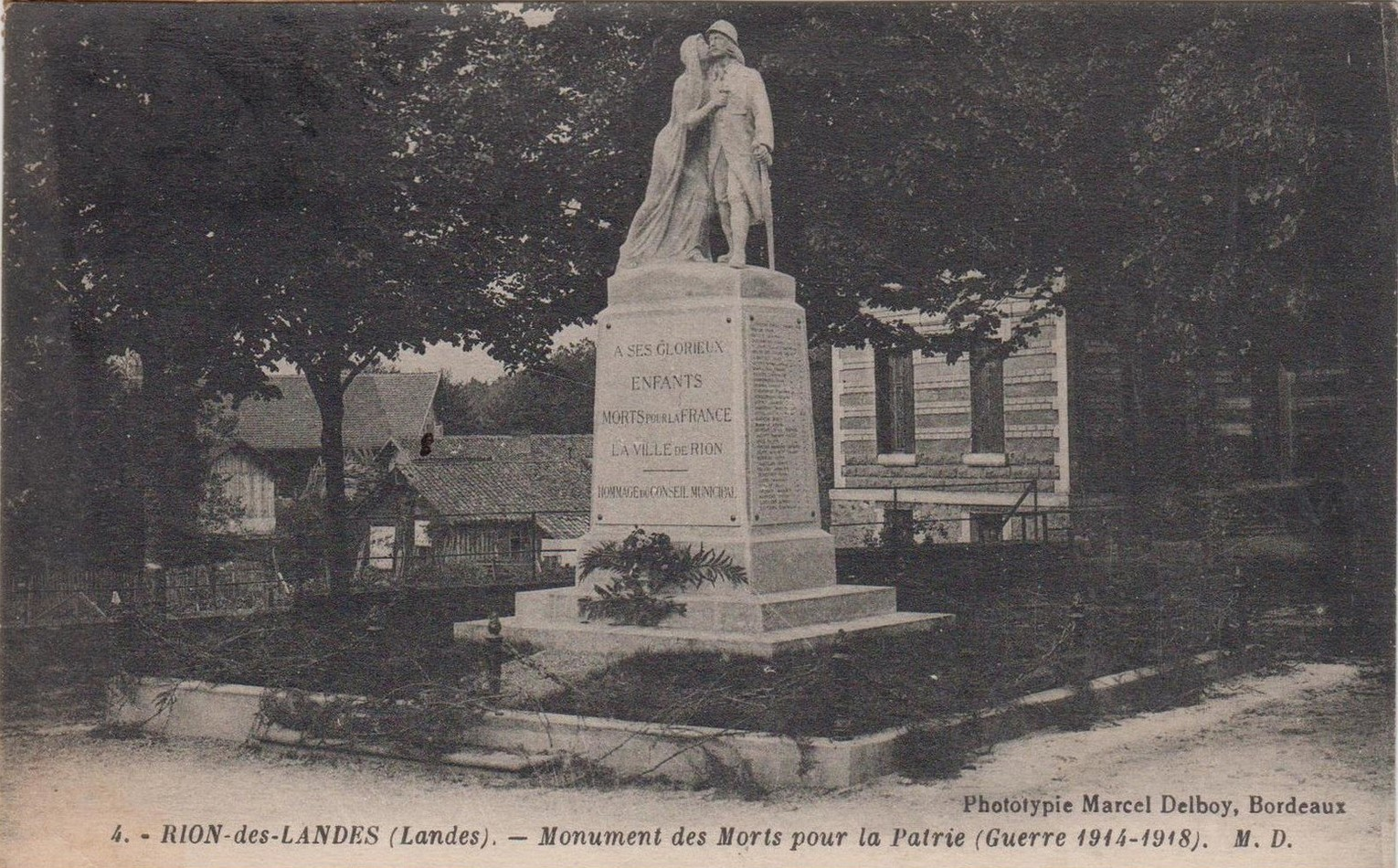
Le monument aux morts en 1922.

### Les arènes de Rion à New York, 1938-1939
Le 21 août 1938, la société parisienne « Les Grands Reportages Cinématographiques », immortalise une course à l'Escalot dans les arènes. Avec la voix de l'académicien Joseph de Pesquidoux et les vaches de la Ganaderia de Buros à Escalans, ce court métrage fut présenté à l'exposition universelle de New York de 1939, afin de présenter la course landaise.

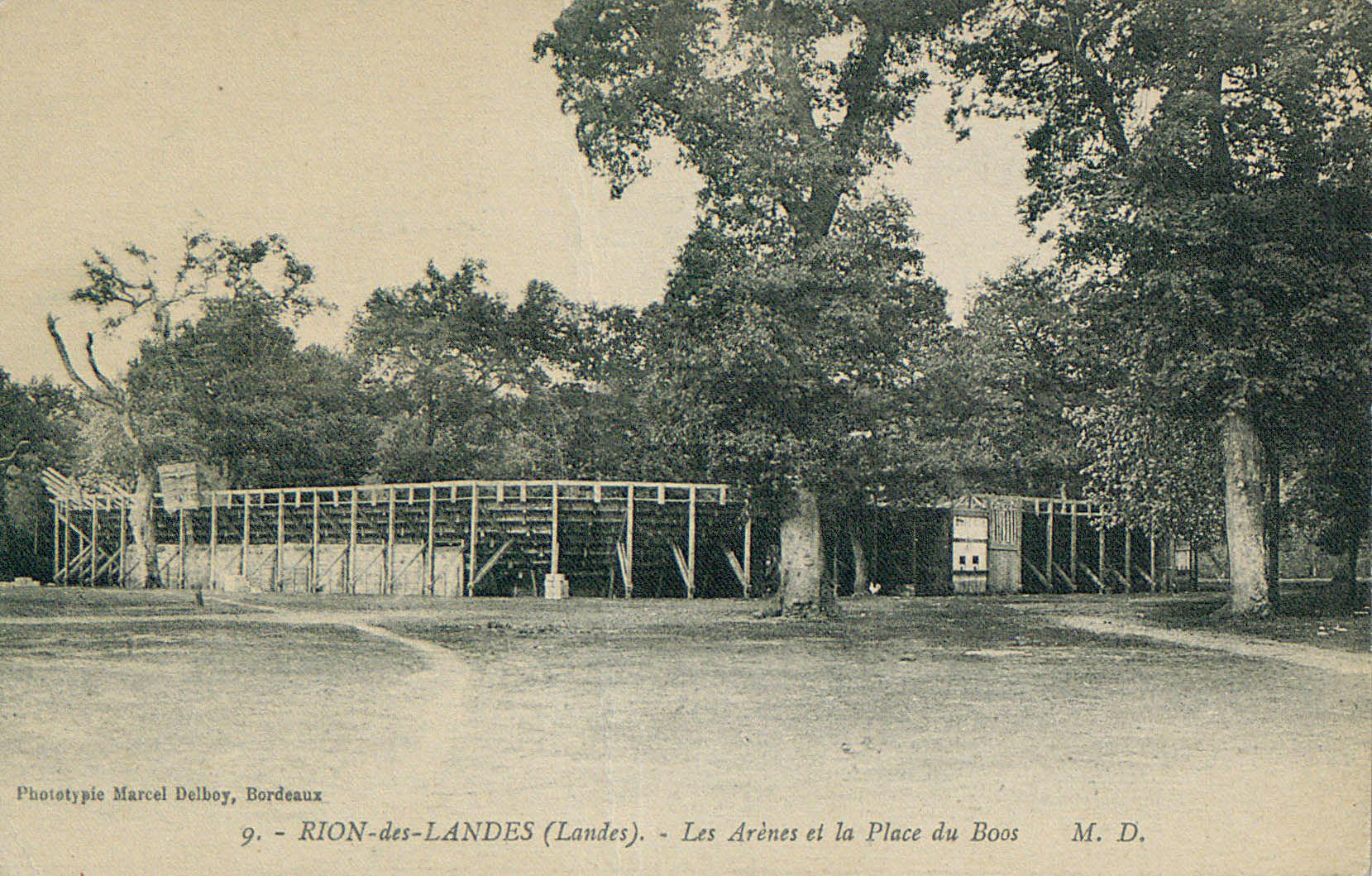
Les premières arènes 1911-1929.
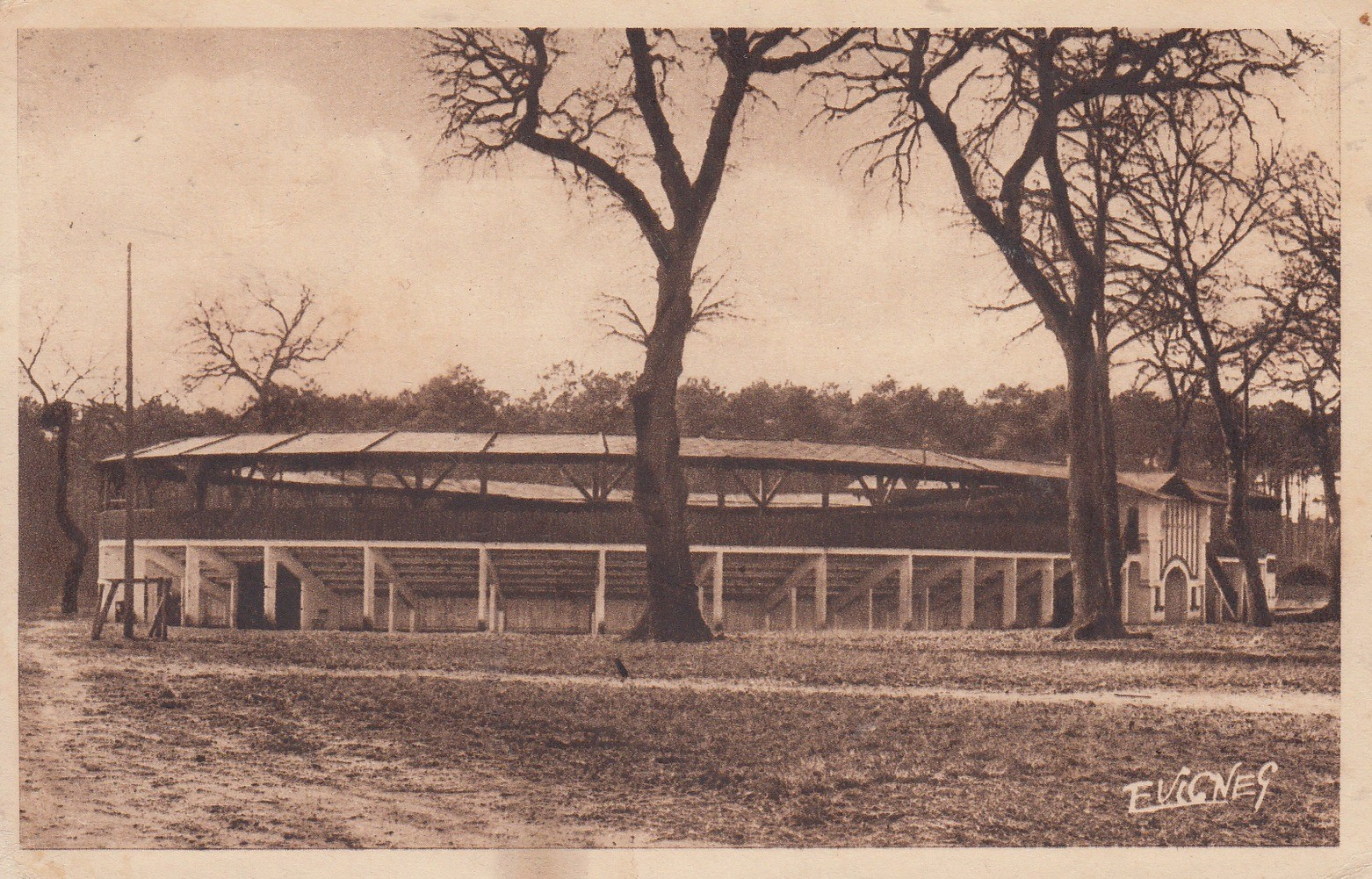
Les arènes en 1930.
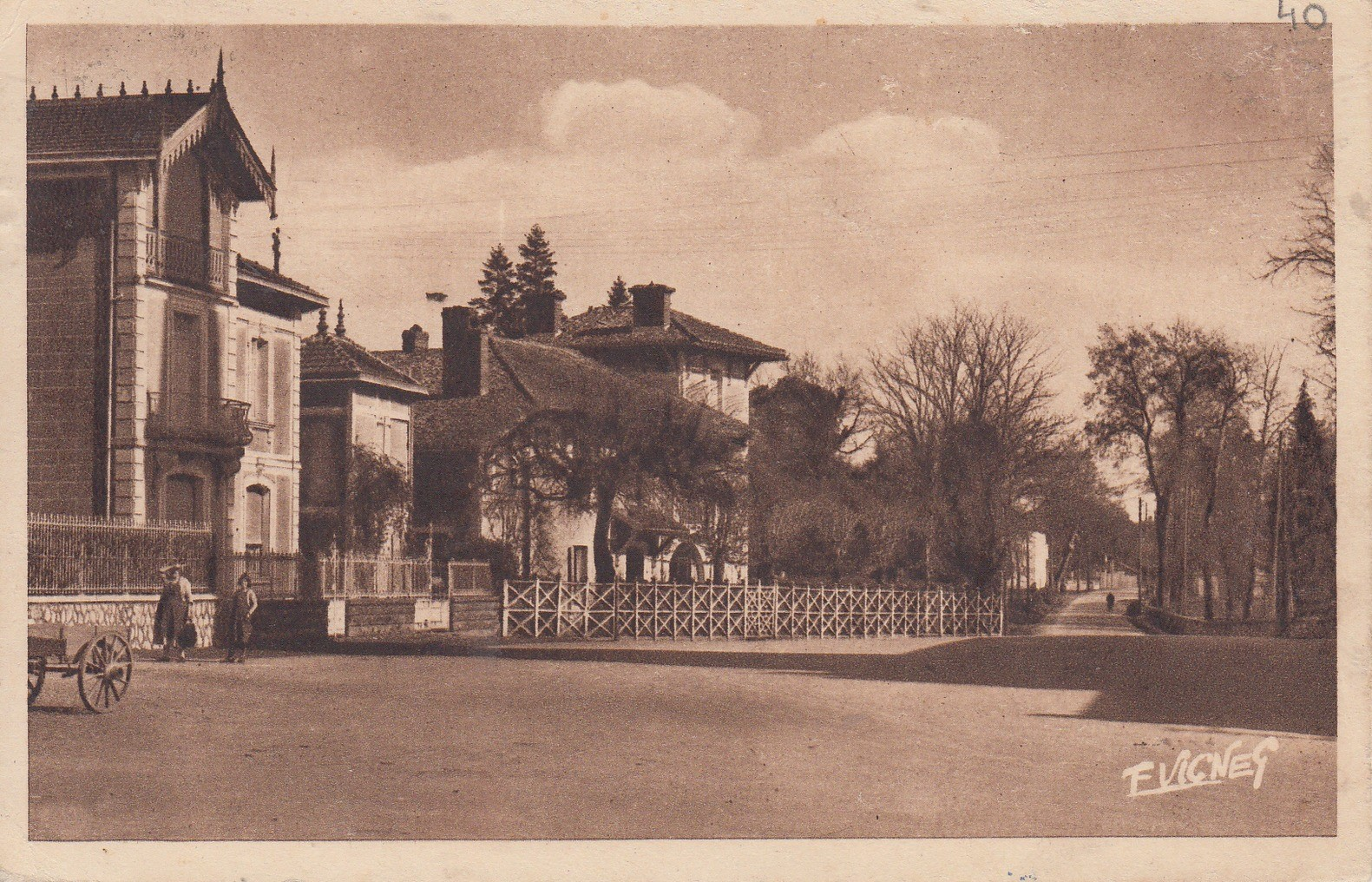
L'avenue Albert-Poisson années 30/40.
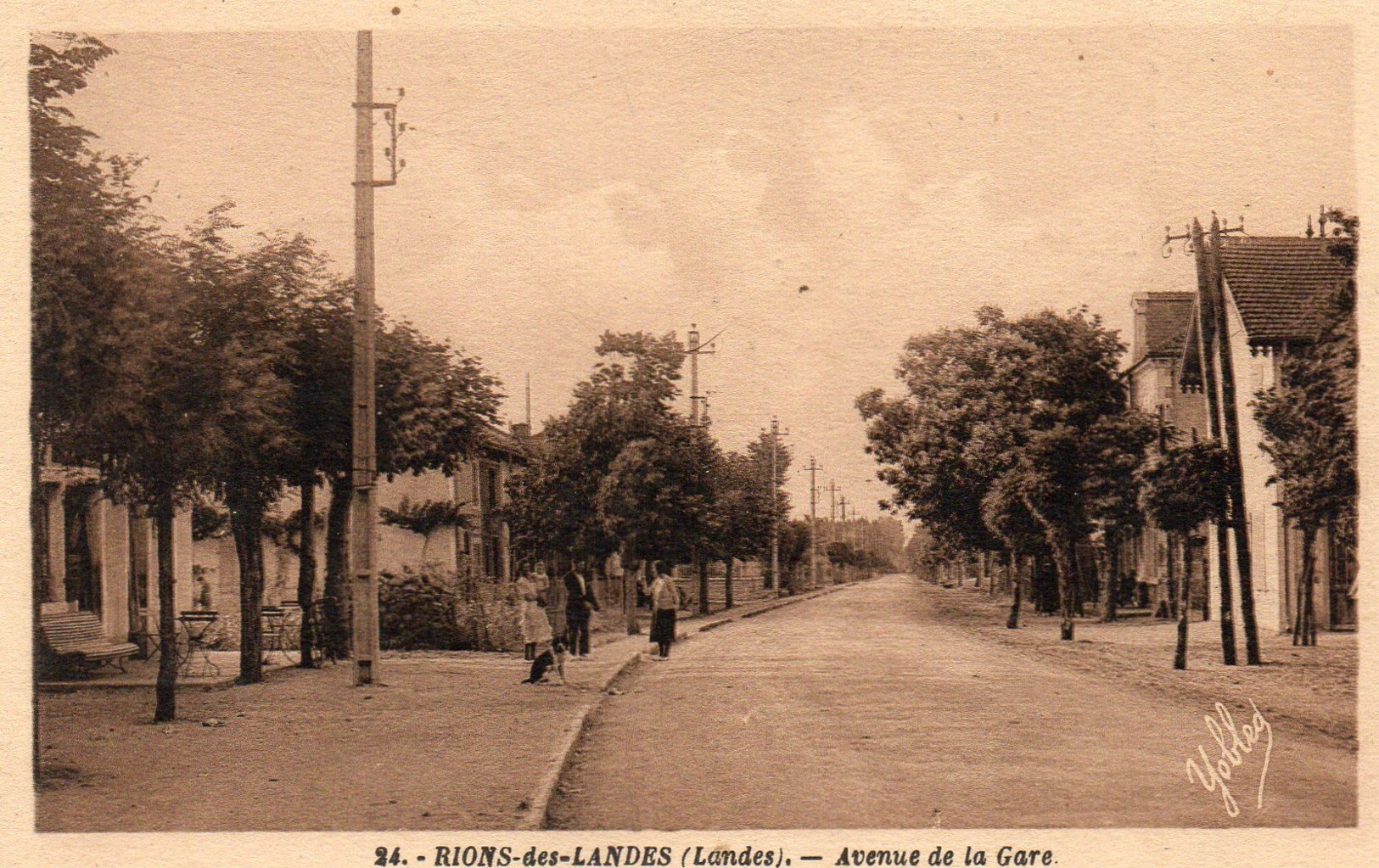
L'avenue de la gare année 30/40.

### Seconde Guerre mondiale 1939-1945

#### L’arrivée des réfugiés
Les débuts de la drôle de guerre ont poussé de nombreuses familles à fuir vers le sud. À Rion sont accueillies des réfugiés parisiens et du Nord, mais surtout les Alsaciens, originaires des alentours de Blotzheim. Dès le 1er septembre, les maires alsaciens ont donné l'ordre à leurs habitants d'évacuer vers le département « accueillant » qui leur a été attitré.
Avant leur arrivée, les autorités rionnaises ont fait l'inventaire des maisons inoccupées et ont demandé aux habitants de les rendre accueillantes. Les 107 premiers Blotzheimois sont arrivés en gare de Rion le 5 septembre et bien d'autres sont arrivés les mois suivants. Durant leur passage au village, les Rionnais leur ont donné des vivres, de la vaisselle, des couchages, des vêtements ainsi que du bois de chauffage pour l'hiver. La mairie offrit à chaque famille des fourneaux de cuisinières fabriquées à la forge d'Uza. Les réfugiés ont travaillé dans les usines de la ville afin de remplacer les Rionnais de 18 à 40 ans mobilisés pour la guerre.
L'armistice du 22 juin 1940 permit aux Alsaciens de rejoindre leur village, qu'ils ont retrouvé vidé, pillé, les noms des rues traduits en allemand.

#### L'arrivée de l'armée allemande
Durant l'Occupation, Rion se retrouve en zone occupée, à proximité de la zone interdite du littoral (qui passe à l'ouest des bourg des communes de Onesse-Laharie, Lesperon et Castets). L'armée allemande arrive à Rion le 3 juin 1940 et installe une unité de la Wehrmacht dans les maisons bourgeoises du bourg dont la villa des platanes (route de Beylongue) ainsi qu'au château Bellegarde qui devient le siège de l'Ortskommandantur (une des huit structures de commandement dans les Landes). À celui-ci sont construits des baraquements : une baraque de type écurie de dimension 46 x 17 et deux baraques de type cuisine de dimension 6 x 5.5 et 6 x 3.5.
Les premiers changements tombent, les montres sont avancées d'une heure pour passer à l'heure allemande, les attroupements et les manifestations sont interdites et les armes à  feu doivent être déposées à la Kommandantur.

#### Le camp de prisonniers de Rion
De juin à août 1941, via les accords de collaboration du régime de Vichy, la commune de Rion doit faire construire un camp de prisonniers dépendant du Frontstalag 222 (le camp de Bayonne), il se situait au lieu dit de Pelletet derrière l'usine Neurisse (aujourd'hui la zone artisanale). Il se composait de huit baraques de type Adrian de dimension 27 x 6, de deux baraques de type cuisine et de deux baraques de type école de dimension 10 x 6. Ces douze baraques en bois étaient entourées de fossés profonds ainsi que de plusieurs rangées de barbelés entrecoupées de miradors. Le camp était mal entretenu, il comptait entre 400 et 600 hommes.
Les prisonniers étaient employés aux travaux forestiers, ils étaient d'abord des tirailleurs maghrébins issus des collines françaises, puis rejoint par 600 soldats britanniques d'Afrique du Sud prisonniers lors de la chute de Tobrouk[réf. souhaitée]. Ces hommes avaient monté un orchestre, chaque dimanche ils allaient en rang jouer de la musique sur le kiosque après la messe,.
Quatre prisonniers sont décédés dans le camp, les Malgaches Ratsimanosika le 6 avril 1942 et Rakotofiringa Thomas le 26 juillet 1942, le 18 juin 1943 le militaire El Aouni ben Ahmed (22 ans, né en 1921 à Douar Abdeslem, Algérie) du 2e régiment de Spahis marocains, tué au cours de son évasion et le 30 novembre 1943, le caporal sud-africain Sam Khazamula, du corps militaire autochtone, forces sud-africaines, dont la tombe est au cimetière Nogaro de Rion,.

#### Les actions de la résistance
En décembre 1940, Grandclément charge Robert Mollié d'organiser l'OCM dans le département. À Rion, le mouvement de résistance est dirigé par Robert Mollié, ingénieur électromécanicien, André Malsan, instituteur à l'école des garçons et Gérard Cazenave, électricien de la SNCF,.

##### La filière d'évasion de prisonniers
Une filière d'évasion de prisonniers de guerre est créée au début 1942 par Émile Leglise et Pierre Broca, épaulés par Maurice Filloles, Julien Daverat, Félix Ducam, René Brazeilles et Henri Pendans. Chaque évadé recevait des habits civils et un peu d'argent et était dirigé sur l'axe Beylongue, Saint-Yaguen, Meilhan afin de rejoindre la zone libre à Saint-Sever. La filière finit par être dénoncée et les sept membres sont arrêtés entre le 30 juin et le 7 juillet 1942. Le tribunal militaire allemand les condamne à 18 mois de prison, ils sont déportés en Allemagne le 19 novembre 1942 à Bernau,.

##### Le réseau de passeurs
Début 1942, la famille Dorlanne Puyo, en étroite relation avec l'OCM Mollié, monte un réseau de passeurs Paris-Espagne. Réjane Ruel née Puyo, vivait à Paris avec son mari agent de la SNCF, prisonnier à ce moment-là, elle est le contact parisien pour les personnes souhaitant quitter la France. Parmi eux, des officiers anglais, américains, polonais, des aviateurs alliés, des personnes en mission spéciale.
Réjane accompagnait les personnes en train jusqu'à Rion. Là ils étaient logés à la maison de sa sœur Renée Dorlanne et de son mari Henri Arthur Dorlanne dit le Pip. Ces personnes restaient en général deux nuits le temps de leur fabriquer des faux papiers. Pour les nourrir, la mairie, au courant de cette activité, délivrait aux Dorlanne des cartes d'alimentation supplémentaires. Ensuite leur cousin Albert Puyo, cheminot sur l'axe Bordeaux-Bayonne, s'assurait de prendre en charge les candidats à l'Espagne jusqu'à la gare de Bayonne. Là d'autres passeurs prenaient le relais et les conduisaient à la frontière espagnole.
En septembre 1943, le réseau Dorlanne est dénoncé. Le Pip étant à Bayonne il fuit en Espagne. Réjane et Renée ainsi que leurs enfants sont prévenus par la gendarmerie d'une descente de la Gestapo à leur domicile. La famille fuit à temps pour Bayonne puis se cache à Lourdes. Ensuite, les deux sœurs et le cousin décident de continuer le réseau qui fonctionnera jusqu'à la libération de Paris. En 1944, ils font passer en Espagne madame Madeleine De Gaulle et ses cinq enfants. Il s'agit de la femme de Pierre De Gaulle, le frère du Général.

##### Les parachutages
En novembre 1942 et en mai 1943, les résistants ont organisé trois parachutages de containers contenant des armes, des munitions, des explosifs, des vivres et un poste émetteur. Les parachutages étaient annoncés par message radio, l'équipe se rendait ensuite sur place au lieu-dit la Brûle, à la limite Rion Boos, et installait un dispositif lumineux en forme de « N ». Les containers étaient ensuite cachés dans les bâtiments à proximité, qui formaient le lieu du Paysan de Cassou.
À la suite du dernier parachutage, Robert Mollié est dénoncé. Prévenu in extremis, il se cache à la planque du Paysan de Cassou avec l'aide de la famille Dupau de Boos. Les Allemands et miliciens ont voulu arrêter sa femme Fernande Mollié. Elle était malade et était soignée par le docteur Maisonnave. Celui-ci transmit aux Allemands un certificat attestant son interdiction de quitter sa chambre. La nuit venue un gendarme fait savoir à Fernande Mollié que la voie était libre et que Madeleine Dupau l'attendait chez elle. À 1h30 la Gestapo et la Milice se rendent compte de sa disparition et sont allés à la maison du docteur Maisonnave lui demander des explications. Il s'ensuivit une longue et vive discussion, le docteur leur expliquant que ce n'était pas son rôle de surveiller la prisonnière mais le leur. Au matin la Gestapo intime l'ordre au maire docteur Bellegarde de designer 50 otages qui seront fusillés. Le maire refuse et se désigne spontanément comme otage. Finalement il n'y a eu aucune arrestation,.
Le couple Mollié se retrouve et quitte Boos le 24 juin 1943. Grâce au réseau, ils se cachent vers Salles et puis partent pour l'Espagne par l'intermédiaire du réseau de passeurs des Dorlanne.

##### La bataille aérienne
Le 31 décembre 1943 eut lieu une bataille aérienne dans le ciel des Landes. À Rion s'écrase un Focke Wulf (un chasseur allemand) à Pouy Nègue. En même temps, deux autres Focke Wulf sont descendus et s'écrasent à Pouy Blanc sur Garrose et à Lesperon, et deux B17 (bombardiers américains) tombent à Lesperon et à Arjuzanx (limite Villenave Rion).

#### La libération
Les derniers Allemands sont partis le 25 août 1944, une grande fête eut lieu le dimanche 28, avec une commémoration au monument aux morts, suivie d'un concert de l'harmonie municipale au kiosque,.

Les 1er et 2 avril 1945, la commune a organisée une grande kermesse dont les recettes sont allées au organisation de prisonniers et de déportés. Cette kermesse eut lieu autour du château Bellegarde à l'entrée duquel un arc de triomphe était installé, il a eu un grand concert de l'harmonie, un match de rugby, une grande tombola, des stands de boissons et de nourriture et des manèges fabriqués par les charpentiers de la commune,.

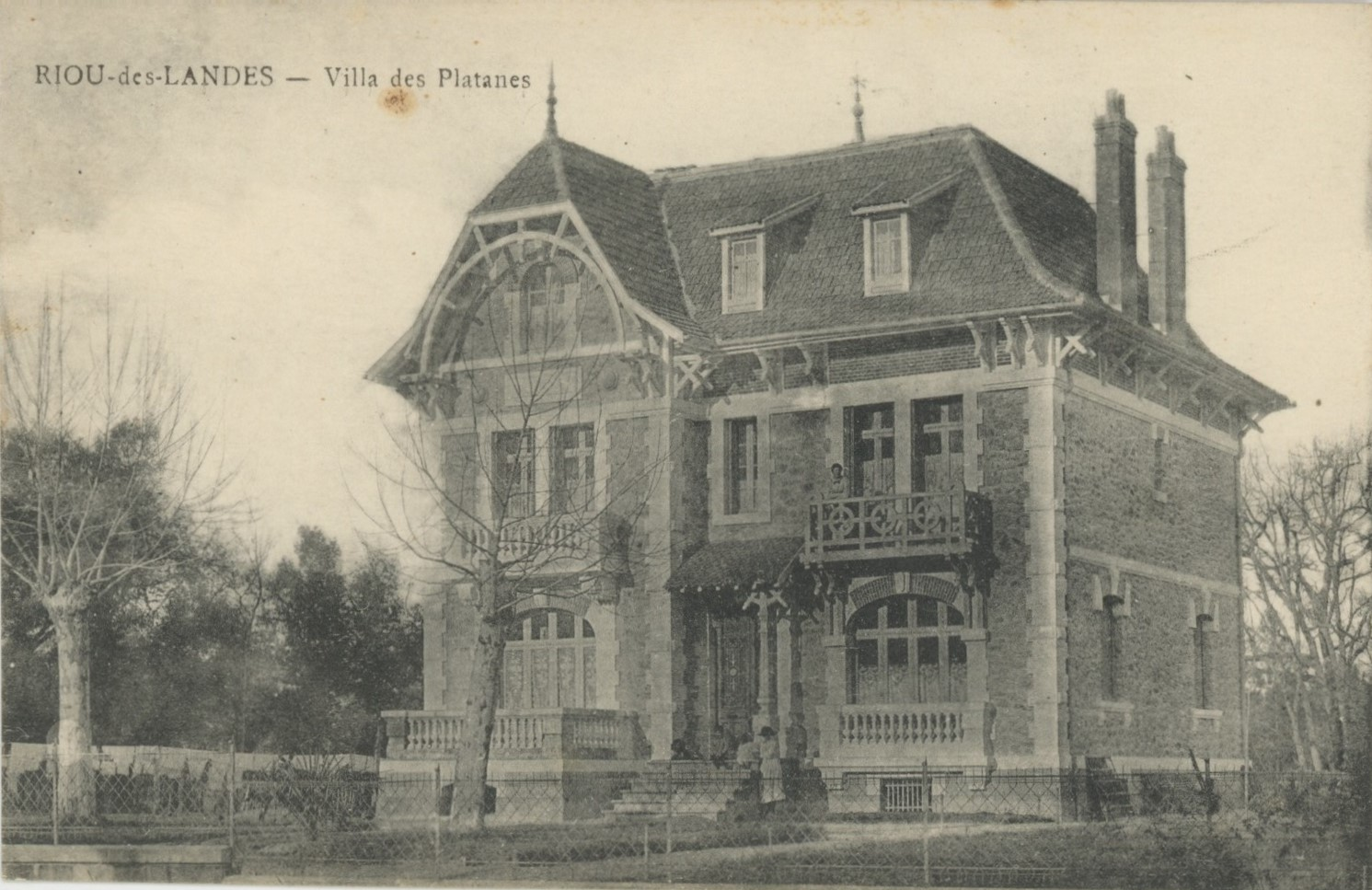
La villa des platanes, un des logements réquisitionnés pour les militaires.
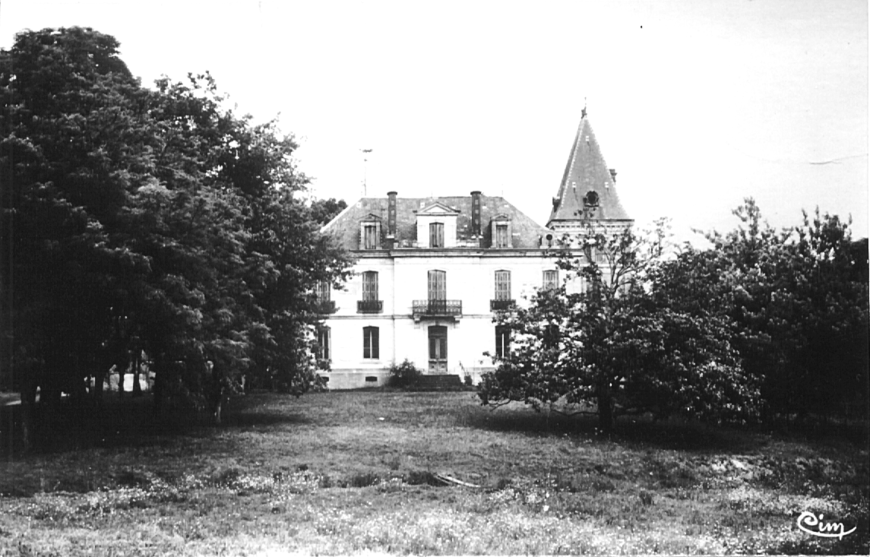
Le château années 40/50.
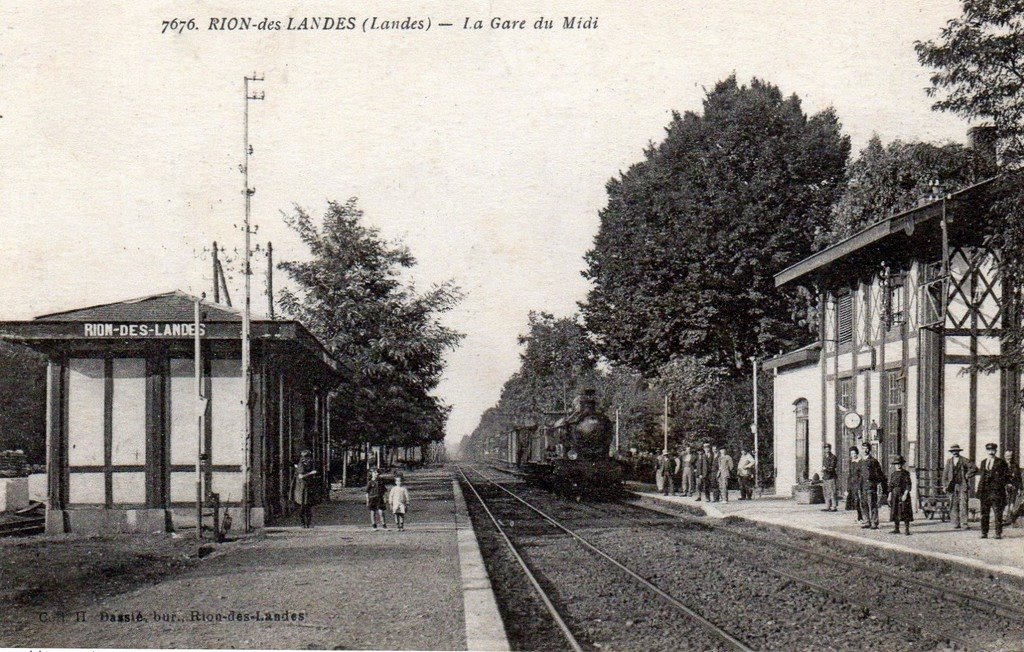
La gare en 1921.
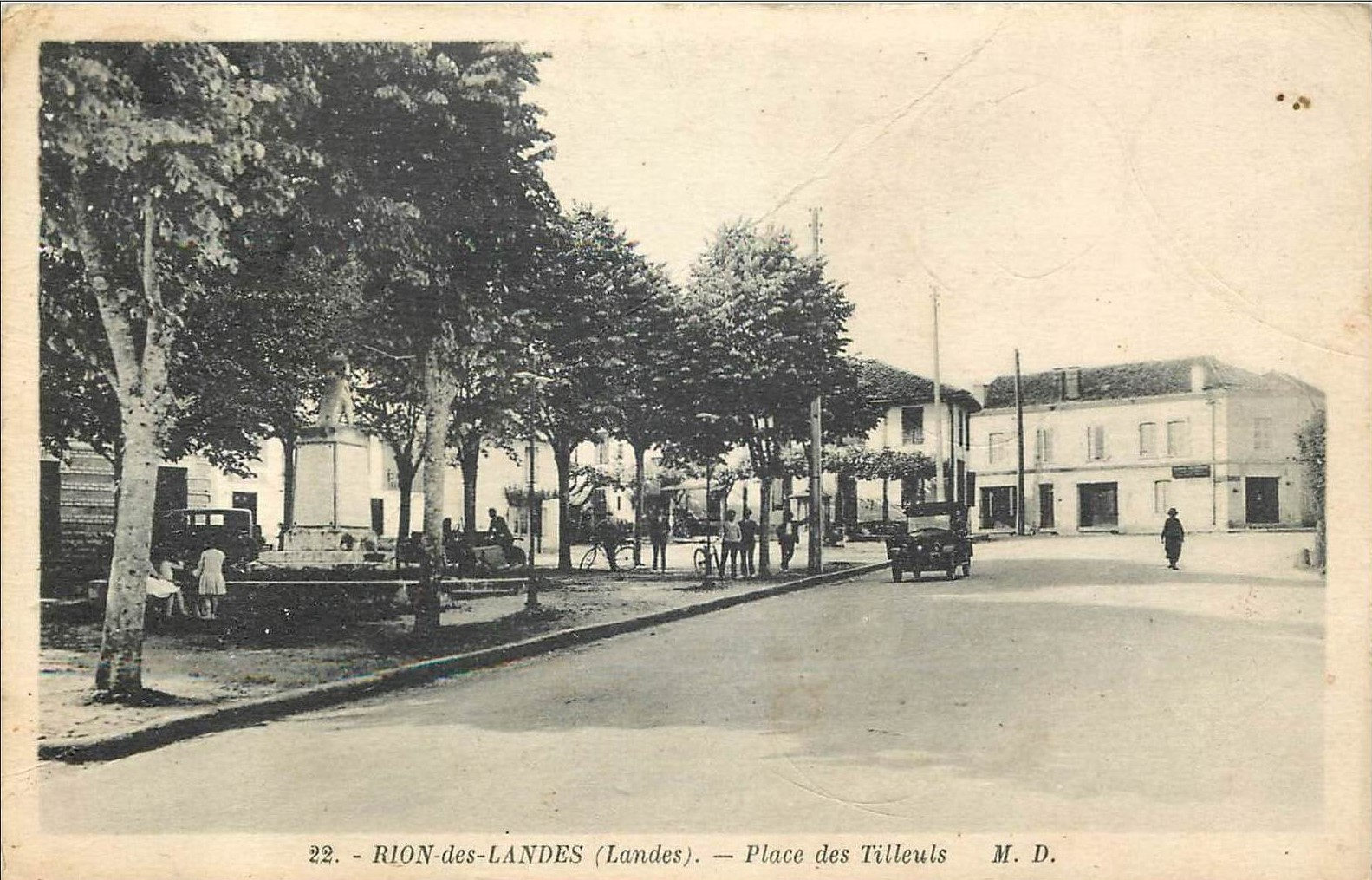
La place des Tilleuls postée en 1943.
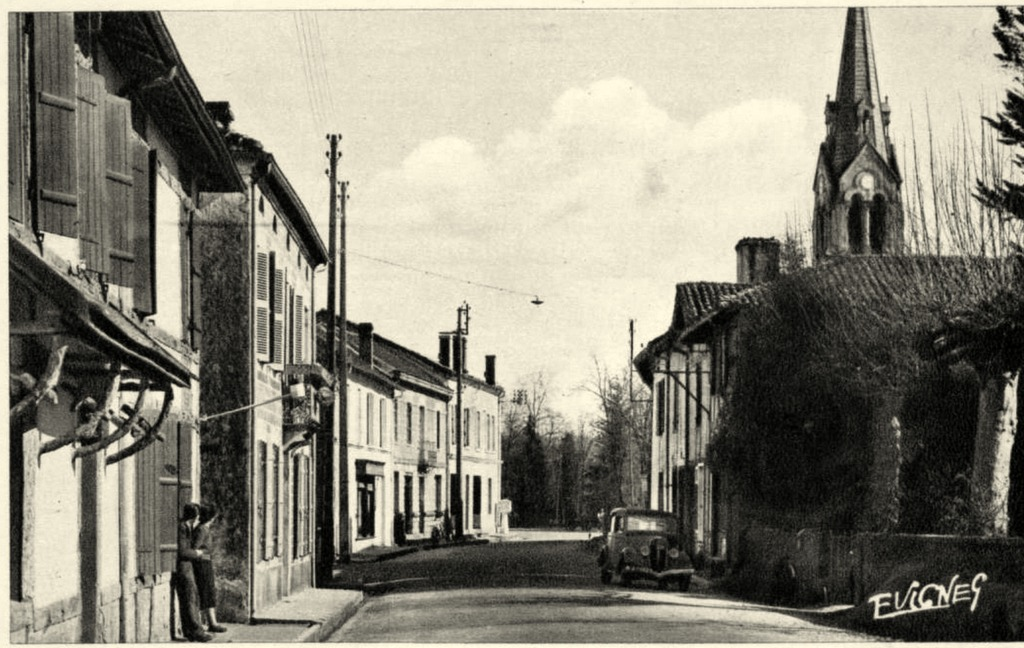
La rue du Commerce années 40/50.

Seize soldats rionnais sont morts entre 1940 et 1945, deux en 1958 pendant la guerre d'Algérie et un est mort en service commandé à Laruns en 1957, leurs noms sont inscrits sur le monument aux morts.

### De 1950 à aujourd'hui
L'eau courante arrive en 1960 avec la construction du château d'eau. À-côté de celui-ci est construit le stade municipal de rugby en 1964, la salle polyvalente en 1991 et le club house de tennis en 1992.
L'école primaire est construite en 1977 en englobant l'ancienne école des filles. Un premier collège est installé dans le château Bellegarde en 1961 (classes de 6e et 5e), le nouveau collège Marie-Curie est construit à côté du primaire en 1977 avec la cantine. L'école maternelle est construite en 1987 a proximité. L'école municipale de musique est inaugurée en 1989 dans l'ancienne école des garçons. La mairie est déménagée une première fois en 1990 dans l'ancien office notarial qui deviendra la crèche en 1997. La mairie est déménagée dans le château Bellegarde en 1997, l'ancien hôtel de ville accueille la bibliothèque jusqu'en 2007,.
Un ouvroir est installé en 1950 (en face du Rex) par la communauté religieuse des servantes de Marie, elles dispensent des cours de couture et de cuisine aux jeunes femmes. En 1991, il devient un lycée privé avec des cours pour le Brevet d'études professionnelles agricoles et pour le Brevet Distribution et Commercialisation de Produits Agricoles. Les soeurs quittent les lieux en 1992 et le lycée ferme peu de temps après. Le Rex est construit en tant que salle paroissiale en 1955, il est abandonné à partir de 1979. La commune l'acquiert en 1997 et y installe le théâtre et le cinéma en 2001, l'ancien théâtre municipal est converti en salle de gymnastique. Faute de prêtre, la paroisse de Rion est annexée dans la nouvelle paroisse du Midadour en 2003.
En 1881 est instauré un marché hebdomadaire le jeudi. Il est déplacé au dimanche en 2000.
Des grands travaux de réaménagement de la ville sont mis en œuvre de 1996 à 1999. Ce chantier consiste à créer des trottoirs sur l'ensemble des avenues, la piste cyclable reliant le bourg au quartier de la gare, la pavage du bourg et du parvis des arènes, la démolition au bourg de l'immeuble vétuste du primeur Guyenne et Gascogne pour construire à la place un immeuble regroupant des résidences et deux locaux commerciaux. La place des Droit-de-l'Homme est créée avec l'installation de la fontaine républicaine à la place du monument aux morts, celui-ci déplacé dans le parc. Dans ce cadre, le patrimoine est remis en valeur, le parcours de santé est réalisé autour de la fontaine St-Jean, la maison de quartier est rénovée, le toit en fibrociment du kiosque est remplacé par un toit en zinc et est inauguré le parcours du patrimoine,.
La gare ferme définitivement en 1988 est et détruite en 2022, le parc de la gare avec l'aire de jeux, le skate-park et le fronton est inauguré en 2002.
L'extérieur de l'église est restauré en 2005-2006 et l'intérieur en 2009. Le complexe comprenant l'EHPAD et la médiathèque est inauguré en 2007. La salle des fêtes en 2012.
Au niveau industriel, on voit fermer les scieries Bellegarde en 1969, Dutilh en 1979, Calicot en 1989, Neurisse devenue Sogy Bois en 2003. La scierie Brannere-Menault située au bourg ouvre en 1960 au sud de Rion la société Landex, fabriquant de panneaux de bois de particules. Elle fusionne avec les sociétés Rougier et Océan (filiale de St Gobain) en 1992 et devient la ROL. La société est ensuite achetée en 1994 par le groupe Egger.

#### La tempête Klaus
Le samedi 23 janvier 2009 à 4h30, la tempête Klaus s'abat sur la ville. Rion fut l'épicentre de la tempête, plus de la moitié de la forêt rionnaise est détruite, pins déracinés ou coupés en deux, les habitants sont privés d'électricité, d'eau et de téléphone.

#### Les manifestations anti corrida de 2013
Lors des fêtes patronales de Rion de août 2013, plus d'une centaine de militants issus du Comité radicalement anti-corrida (Crac), de l’association belge Animaux en péril et de la Fondation Brigitte Bardot, ont manifestés sans autorisation lors de la novillada. Ceux-ci s'étaient acquittés d'un ticket d'entrée et, au cours du spectacle, ils ont envahi la piste des arènes formant une chaine humaine. Sortis un par un par les gendarmes, ils se regroupent et grimpent sur la bétaillère qui contenait quatre jeunes taureaux de 500 kg et l'un d'entre eux essaye d'ouvrir les portes. Une fois repoussés, les militants se regroupent à l'opposé des arènes (coté de l'arbre de la liberté) pour projeter des barrières sur les portes des arènes et balancer des fumigènes à l'intérieur. La manifestation dura plusieurs heures et les militants ne sont partis qu'en début de soirée, huit d'entre eux ont été blessés. Les gendarmes ont été jusqu'à 70 pour contenir « cette foule très agressive », ils ont dû former un cordon pour évacuer les spectateurs sous les insultes des militants. « Les jeunes toreros ont été obligés de se cacher. Les gens avaient peur » a confirmé le colonel de Gendarmerie, évoquant des organisateurs de la manifestation « qui ne voulaient rien écouter »,,.
Dans le nuit du dimanche au lundi 18 novembre 2013, des militants ont provoqué un incendie criminel sur les arènes avec de la paille et une bouteille de gaz entassées sur une des entrées à l'arrière du bâtiment, un riverain des arènes a contacté rapidement les pompiers, 120 mètres carrés des arènes ont été détruits, deux portes d'entrées et une partie de la toiture ont brulé.
La deuxième manifestation eut lieu le 24 novembre 2013 lors de la corrida de la Fiesta Campera, une centaine de militants ont manifesté autour des arènes. Une quinzaine de militants, mêlés aux spectateurs, ont très brièvement perturbé le début de la corrida. 180 gendarmes et CRS avaient été mobilisés,.
En 2014, les trois présidents des associations militantes pour la première manifestation et deux manifestants pour le deuxième, ont été condamnés à des amendes de 1500 à 3000€ par le tribunal correctionnel de Dax pour « organisation de manifestation illégale » et « entrave à la liberté du travail », le manifestant poursuivi pour mise en danger de la vie d'autrui après avoir « essayé d'ouvrir la bétaillère » pour libérer les taureaux dans la foule, a en revanche été relaxé.

#### La fusion avec Boos
La commune fusionne avec Boos le 1er janvier 2017 sous le statut de commune nouvelle.

## Culture locale et patrimoine

### Les fêtes de Rion
Héritage des assemblades gasconnes, Rion comptait depuis des temps immémoriaux trois foires chaque année, en mai le jeudi après la Pentecôte (première date citée, 1806), en août le jeudi après la Saint-Barthélemy (première date citée, 1794) et en septembre le jeudi après la Saint-Michel (1701).
Ces évènements commerciaux donnaient lieu dès le Moyen Âge à des réjouissances populaires et à la tenue de courses de vaches qui se déroulaient originellement dans les grandes landes de la commune. L'obligation d'organiser les événements taurins dans des lieux fermés donne naissance aux fêtes actuelles au début du XIXe siècle. Les fêtes sont dorénavant programmées à dates fixes, comptant entre trois et cinq jours autour de la Pentecôte pour les fêtes du quartier de la gare et autour de la Saint-Barthélemy pour les fêtes du bourg, à chacune d'elles sont établis des amphithéâtres en bois démontables pour les spectacles taurins. La fanfare municipale est fondée en 1863 par le notaire Gustave Dupouy.
Les fêtes patronales sont les plus importantes et attirent de nombreux visiteurs, de sorte que la commission des fêtes de Rion annonce que pour les fêtes du 24 au 27 août 1867, les trains s'arrêteront en gare de Rion même ceux de nuit pour prendre et déposer les voyageurs. Les fêtes du 23 au 25 août 1885 comprennent une foire avec un concours agricole, des bals donnés par la fanfare sous la halle, des manèges en bois et d'autres jeux divers, un feu d'artifice, une course landaise avec une récompense de 500 francs pour les écarteurs les plus méritants et une autre course pour les amateurs. Le programme des fêtes continue de s'étoffer avec des courses de novillos en 1904, des concours de quilles, des concours d'échassiers et des courses de bicyclette comme en 1933.
Les amphithéâtres en bois non couvert démontables sont remplacés par un autre modèle en 1911. Ceux-ci s'effondrent en pleine course landaise le dimanche 18 août 1929 après-midi avec seulement 2 blessés. Les restes de l'amphithéâtre sont vendus tels qu'ils sont montés dans les mois suivants, et à la place sont construites les arènes actuelles. L'inauguration eut lieu lors des fêtes de Rion en août 1930,.
Les premières corrida sont organisées lors des fêtes de 1990.
Aujourd'hui ont toujours lieu les fêtes du quartier de la gare autour de la Pentecôte et la feria de Rion autour de la Saint-Barthélemy.

### Édifices et sites

#### Patrimoine civil
- L'espace René-Cuzacq, ancien hôtel de ville de Rion, ancienne école des garçons, actuellement école de musique et de danse.
- La salle de judo (1908), ancien théâtre municipal.
- Le Rex (1955), théâtre municipal.
- Complexe sportif comprenant le stade de football Jacques-Farthouat, le stade de rugby (1957) Bernard-Ducamp, terrains de tennis et salle polyvalente.

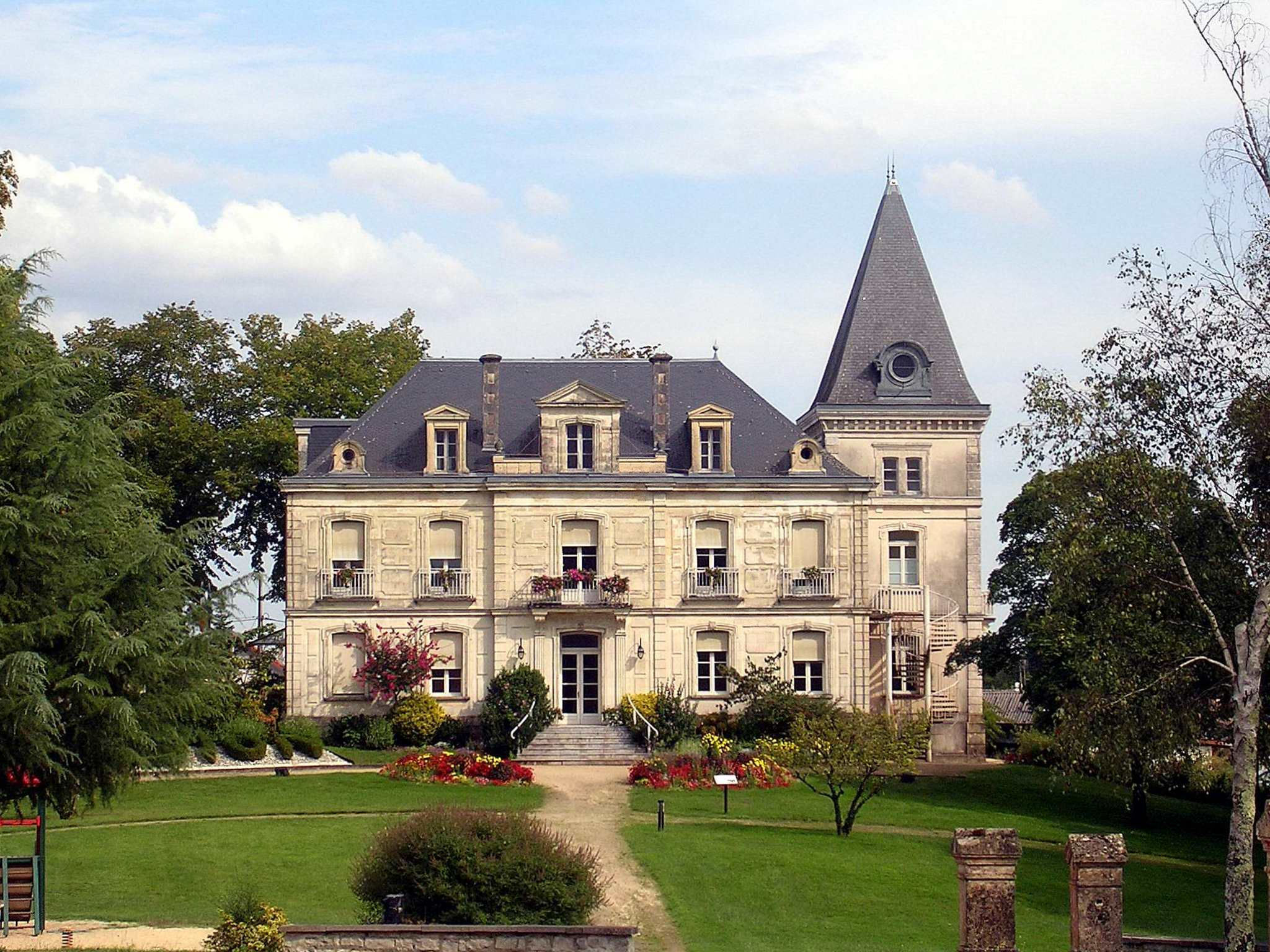
Le quartier de la gare comprenant l'ancien restaurant de Maïté, la maison de quartier (1899), le parc du fronton (2002) et la gare désaffectée, détruite en 2022.
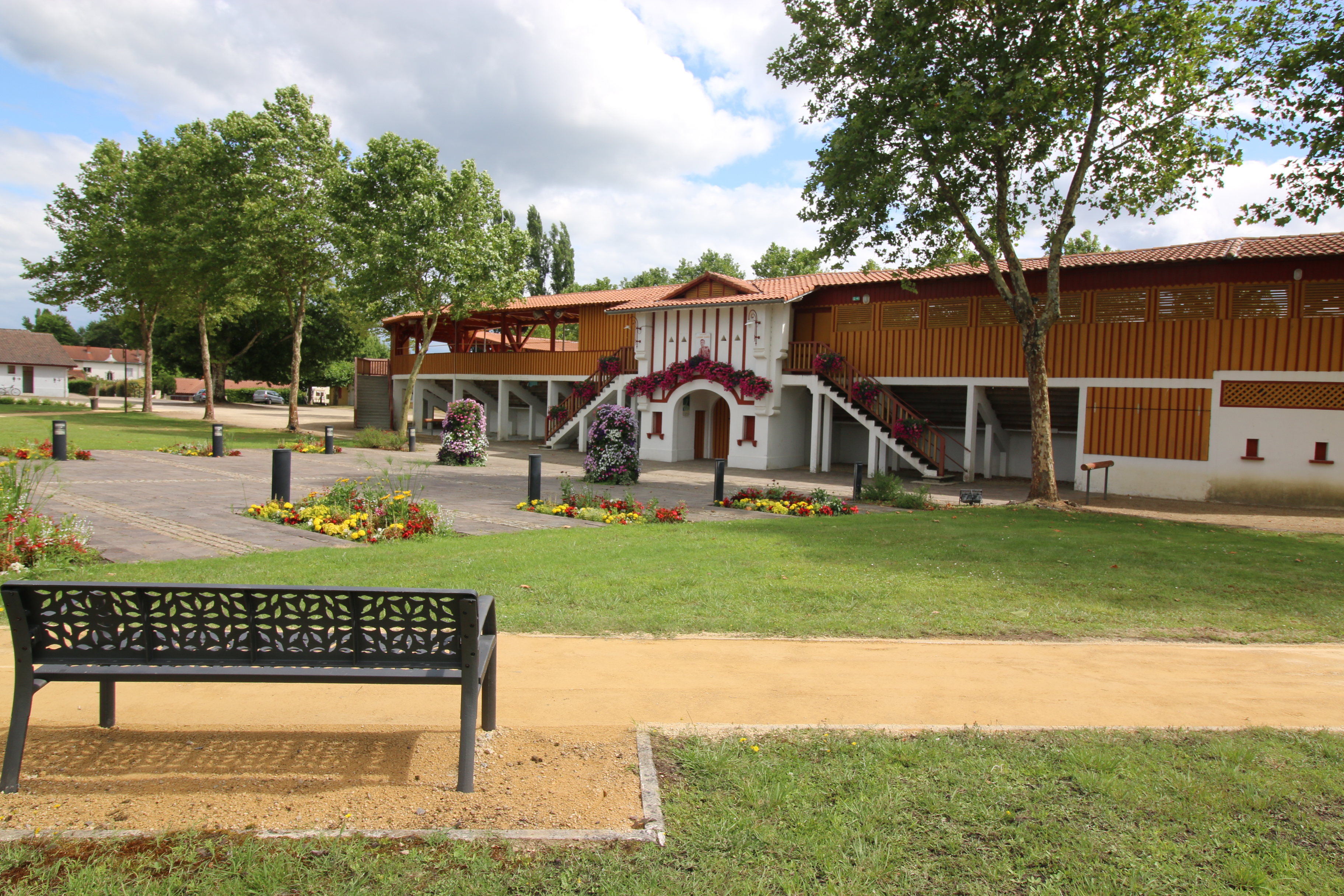
Les Arènes André-Taris.
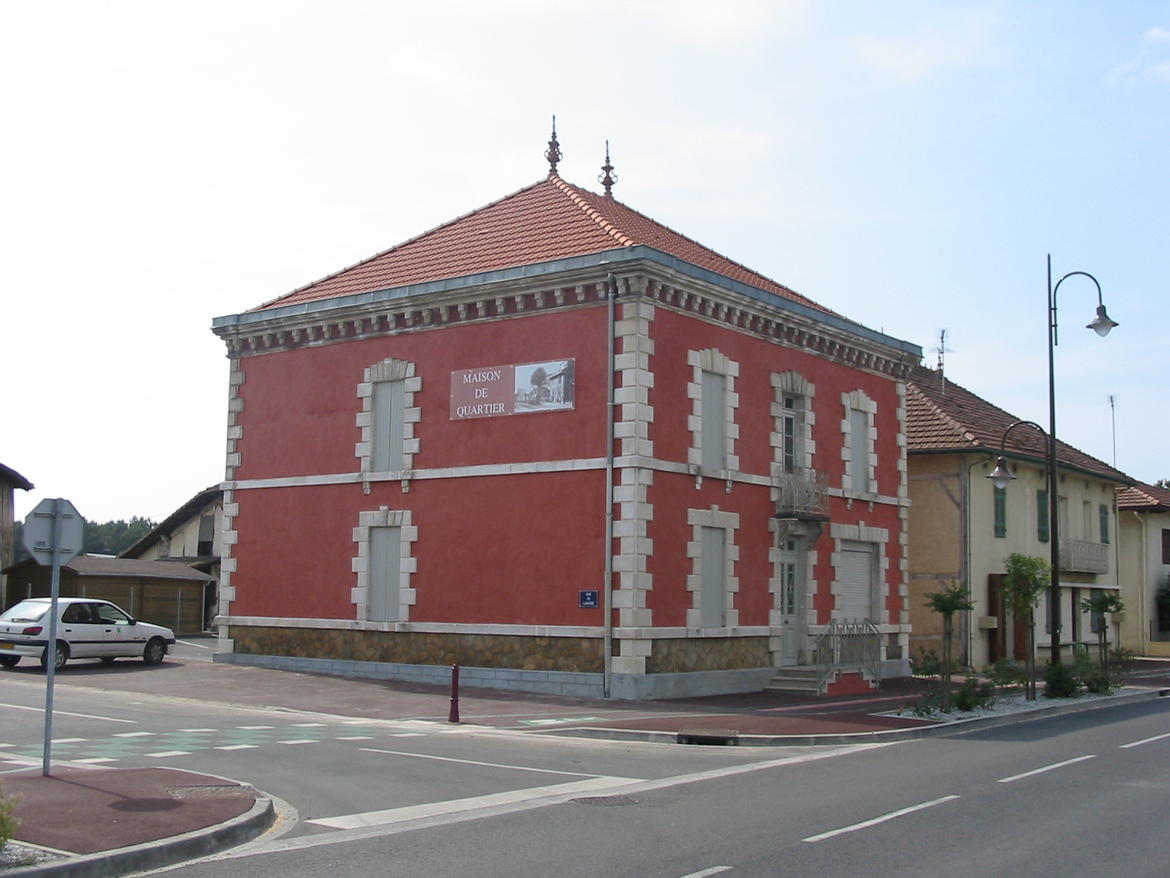
La maison Neurisse réalisée en 1921 par l'architecte Albert Pomade, était la maison du directeur de la scierie Neurisse qui se trouvait autour de celle-ci, elle devient l'hôtel la villa Pomade en 2022.
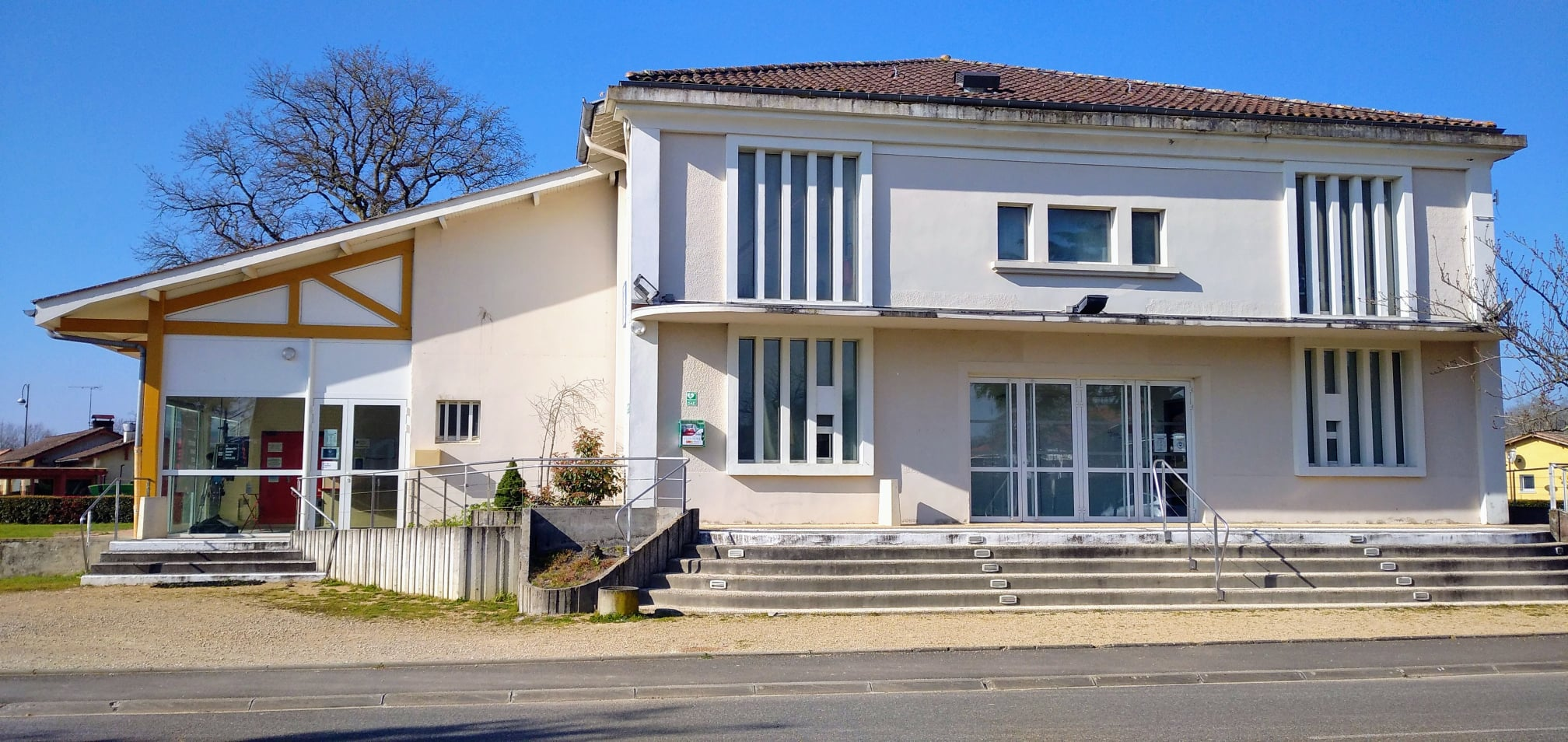
Le Rex (1955) et le Cinéma Z.
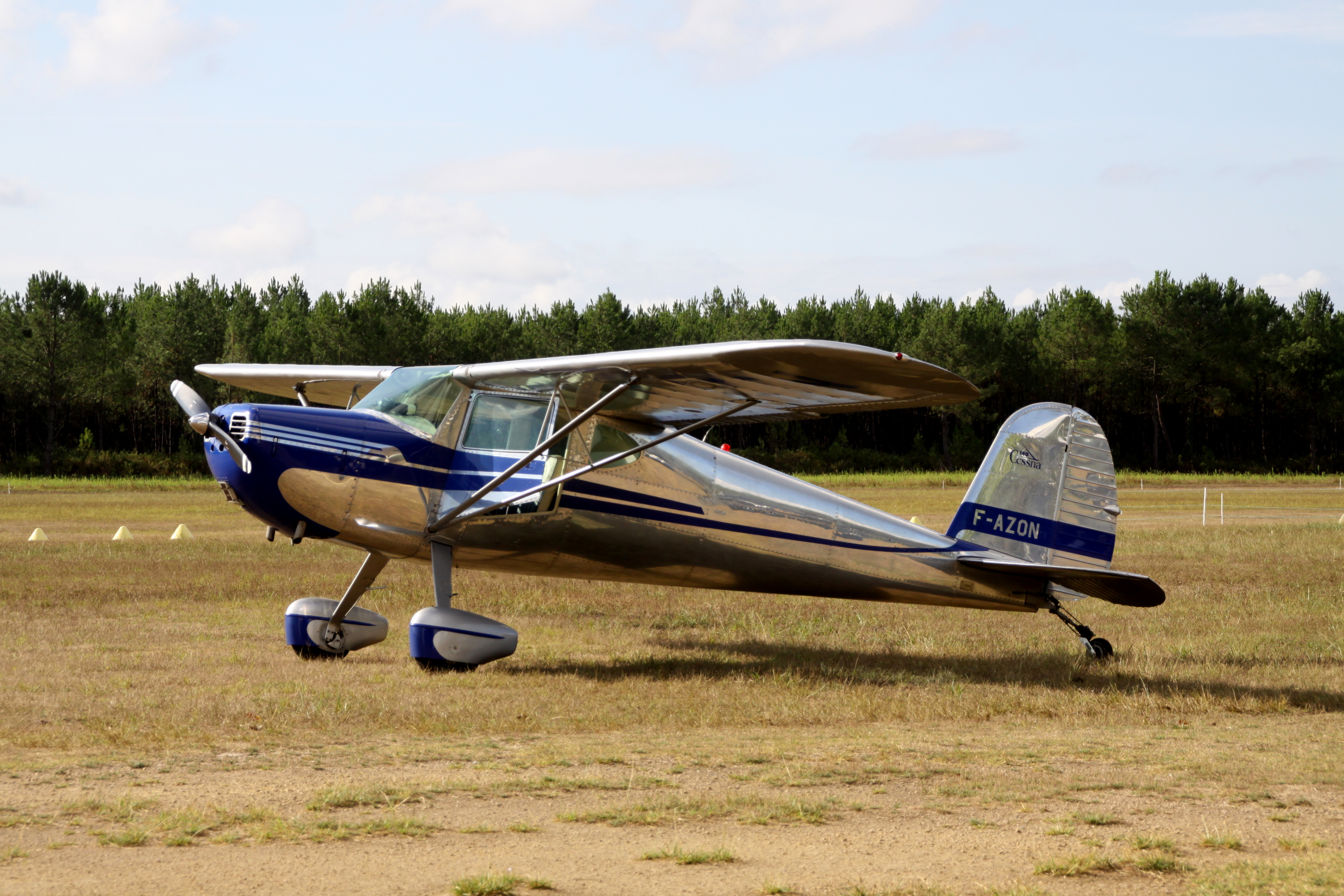
Le château Bellegarde et son parc comprenant le monument aux morts (1922), le kiosque (1912), le pont (1853) du ruisseau du Maubay, et une fontaine qui date de 1862 elle était à l'origine sur la place des Droits-de-l'Homme. Elle avait une sœur jumelle mais celle-ci fut détruite, elles servaient toutes les deux à la distribution d'eau potable[37].
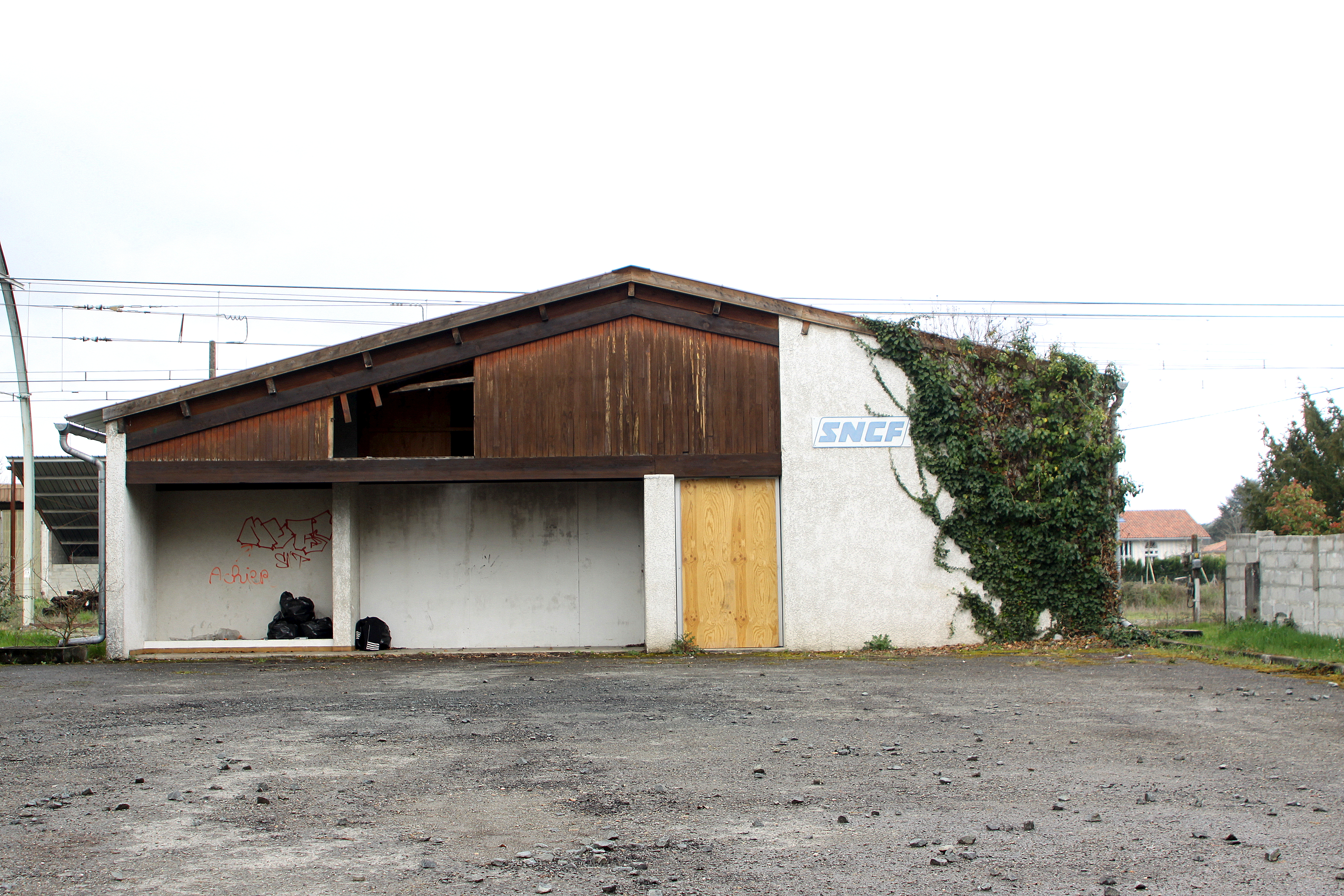
La gare (1978-2022).

- La fontaine républicaine de la place des Droits-de-l'Homme, construite en l'an 2000 par l'artiste plasticien Pierre Perron, représente la devise de la République : le jaillissement de l'eau représente la liberté, les trois cubes identiques représentent l'égalité, tous les éléments sont liés et ne peuvent être séparés sans que l'ensemble ne s'effondre, ceci est la fraternité[40]. Elle est démontée en 2023 lors des travaux d'aménagement du bourg.
- L'arbre de la liberté : Le 4 mai 1848, après la chute du roi Louis Philippe et le proclamation de la République, un arbre de la liberté fut planté à la demande des Rionnais. Dès lors, il est de tradition de replanter un arbre de la liberté à chaque vie d'arbre. Le 2e arbre fut planté en 1889 pour le centenaire de la Révolution, un 3e en 1948, un chêne d'Amérique, pour célébrer l'avènement de la Quatrième  République. Ce chêne, mort en 2017, fut remplacé par un chêne-liège[40].
- Le site d'Arjuzanx avec la porte de vision de Rion des Landes au sud de la réserve naturelle.  - Le château Bellegarde et son parc.
  - Les Arènes André-Taris.
  - La maison de quartier (1899).
  - Le Rex (1955) et le Cinéma Z.
  - L'aérodrome.
  - La gare (1978-2022).

##### Le kiosque à musique
À l'origine, la place était ornée en son centre par une halle construite en 1874 dont les piliers et l'armature en fonte ont été fabriqués par les forges de Brocas. Cette halle fut détruite en 1911 et remplacée par le kiosque actuel. Les éléments en fonte de la halle (les piliers et les croisillons décorant le pourtour supérieur) sont réutilisés dans la construction du kiosque.
Le kiosque servit à tous les moments festifs de la commune avec les concerts de l'harmonie, les concerts de l'orchestre des prisonniers à l'occupation, les bals des fêtes patronales…
À la suite de la destruction de deux maisons pour percer la route Rion - Morcenx en 1975, le monument perdit de sa fonction première pour devenir le centre d'un carrefour semi-giratoire, il retrouvait son utilité musicale seulement lors des fêtes de Rion.
Le kiosque sera finalement sauvé du trafic, la municipalité décide dans le cadre de la rénovation du bourg, de le rendre aux piétons en le déplacent dans le parc le 3 février 2022.

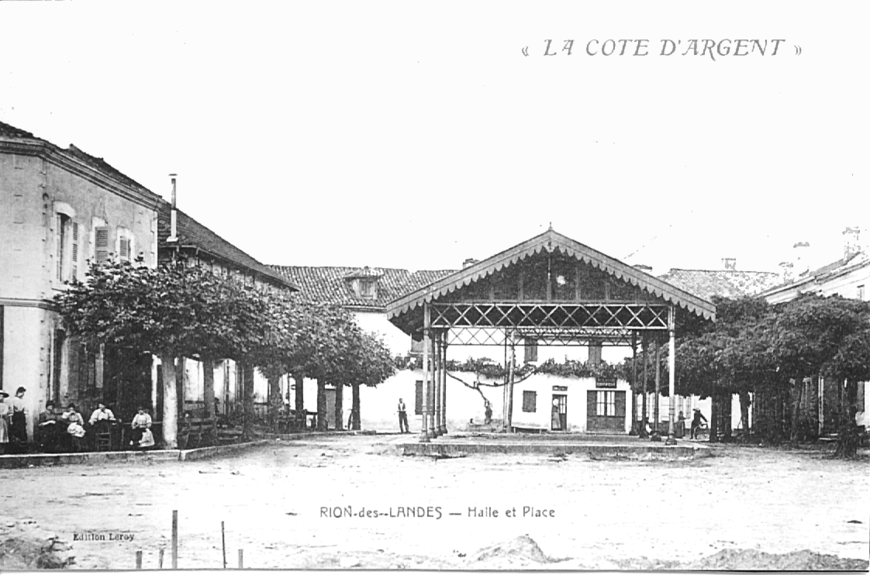
La halle en 1907.
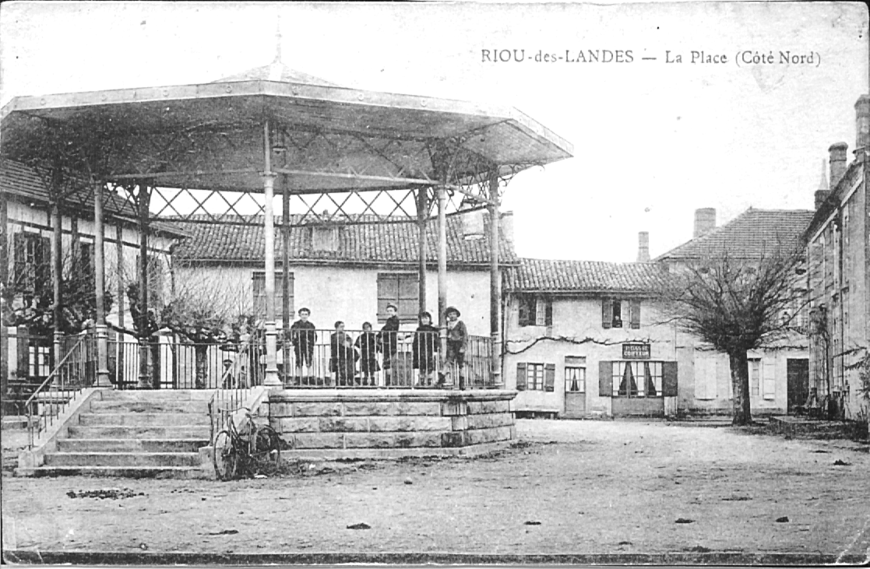
1912
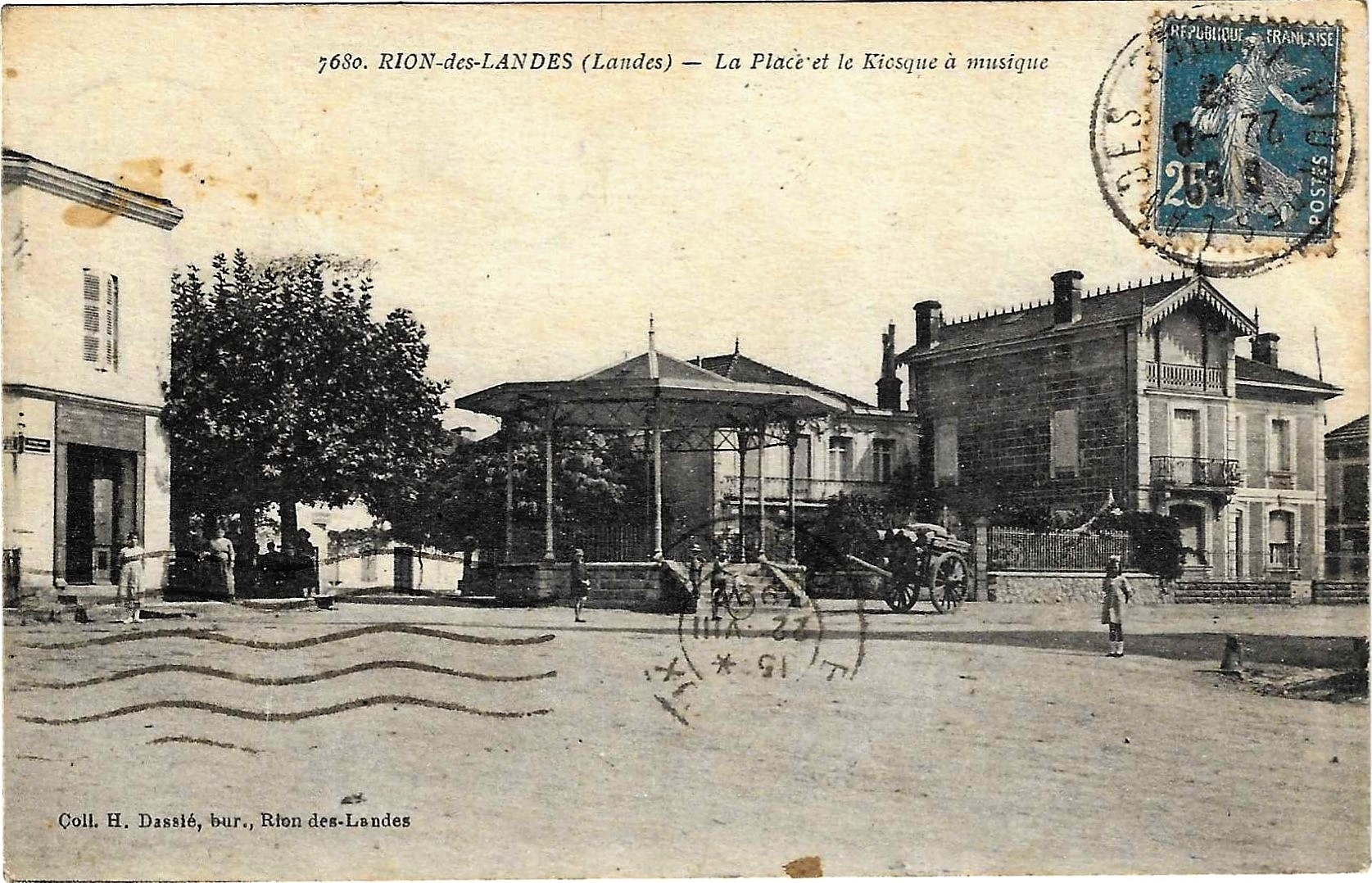
Le kiosque en 1922.
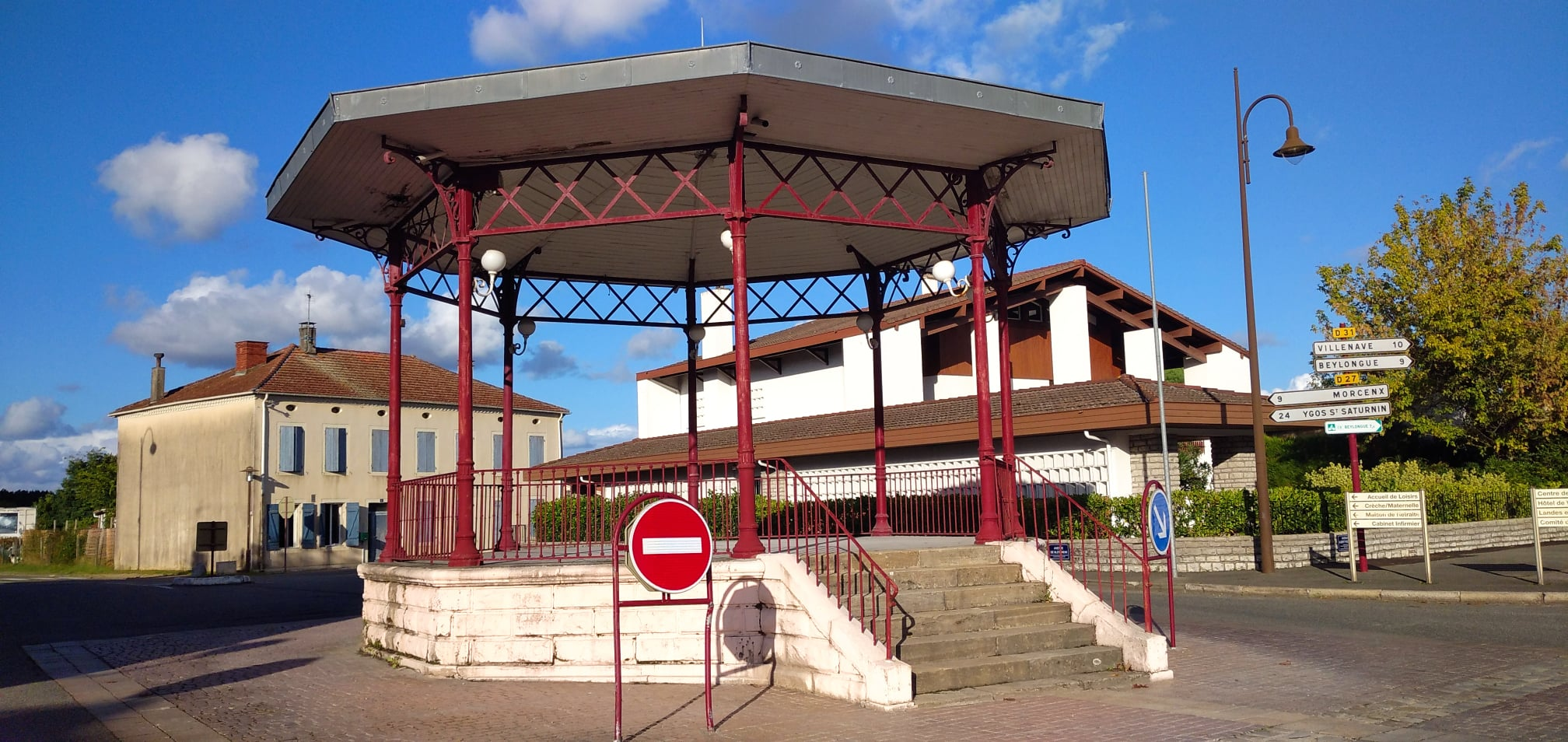
2022.

#### Patrimoine religieux
- L'église Saint-Barthélemy, fondée au XIIe siècle, remaniée aux XVe et XIXe siècles.
- La Crouts arramère, la croix au rameaux en français, édifice construit au XVe siècle.
- Le cimetière de Nogaro au bourg (1835), la croix au fond du cimetière porte la date de création de celui-ci et les noms du maire et du curé de l'époque. Ici se trouvent les chapelles funéraires Poisson (1875, au centre nord) et Loubère (1903, au sud).
- Le cimetière de Menjouec
- calvaire (1935) rue de Mâa au Bosquet, calvaire (fin XIXe siècle) avenue Albert-Poisson.
- La fontaine Saint-Jean ou Saint-Jean-Baptiste (la Houn de Sen Yan), possède une eau minérale et ferrugineuse qui soigne les maladies de peau, les écrouelles, les maladies de cœur, les maux intestinaux, d'estomacs et des reins. Son eau était tellement réputé qu'en 1839, on évoquait la construction d'un établissement thermal. Jusqu'à la fin du XIXe siècle, une procession se rendait tous les 24 juin (Saint Jean-Baptiste) à la fontaine fleurie pour l’occasion. Le curé bénissait ensuite un grand feu devant l’église. Le rite veut que le patient imprègne un linge de l'eau de la source et le passe sur la partie du corps à traiter, puis accroche ce linge près de la fontaine comme un ex-voto. Les autres malades doivent s'abstenir de toucher ces linges, au risque d'attraper la maladie qu'ils ont aidés à soigner. Ensuite, il faut remercier la source en laissant de la monnaie en valeur impaire dans un tronc d'arbre à proximité. Les processions prirent fin quand le prêtre de l'époque découvrit que le propriétaire des lieux avait décidé de s'octroyer le droit de récupérer les pièces de monnaie. La fontaine a été rénovée et intégrée au parcours de santé en 1999[87],[37].

#### Les objets classés au titre des monuments historiques
La commune compte 3 objets classés :
- Une cloche en bronze datant du Moyen Âge, son profil en « pain de sucre » et son inscription en lettres onciales permet de la dater du XIVe siècle, elle est la plus vieille cloche du département. Son pourtour supérieur est orné de fleurs ("marguerite") et de l'inscription en lettres onciales AVE [fleur] MARIA [fleur] ORA CITA [fleur] PLENA ANS, que l'on peut traduire en « je vous salue Marie, priez pour l'enfant d'un an ». Survivante des guerres et de la Révolution, elle est classée le 5 juin 2003[88].

- La chaire à prêcher en bois sculpté datant du XVIIIe siècle, réalisée par le menuisier ébéniste Pierre Floché (1656-1746), elle est remaniée au XIXe siècle. Inscrite au titre d'objet le 18 juin 2020[89].

- Un tableau commémoratif de la Première Guerre mondiale. Cette huile sur toile commandée par le maire Albert Poisson, est peinte en 1919 dans l'ancienne salle du conseil de l'ancienne mairie, signée du peintre Pierre Gustave Saint Laurent. Le panneau central porte sur quatre colonnes les noms et les grades des soldats rionnais ainsi que la date de leurs décès. Au centre, une stèle supporte une urne funéraire flanquée de deux casques Adrian. Deux allégories féminines se tiennent de part et d'autre de la stèle, à gauche la Paix brandissant une branche d'olivier et à droite la Renommée tenant une trompette. Derrière la stèle se tient un groupe de dix drapeaux de cette époque représentant les forces alliées : en partant de gauche la Belgique, la France, l'Italie, la Grèce, la Serbie, le Monténégro, le Portugal, le Japon, les États-Unis et le Royaume-Uni. À gauche du panneau se tient Clio, la muse de l'histoire en train d'écrire sur une tablette, à droite, il s'agit de Mnémosyne, déesse de la mémoire et reine des muses, qui montre à un écolier une tablette où il est écrit « Souviens-toi de la barbarie allemande ». Sur le panneau de gauche le portrait de Georges Clemenceau et sur le panneau de droite le maréchal Ferdinand Foch. Œuvre inscrite le 18 juin 1987[90].

### Contes et légendes liés à la commune

#### La Guayante et Sylvie d'Arriou
Jusqu'au milieu du XIXe siècle, se trouvait au quartier Marcel une pierre de 2 mètres. Pour certains, il s'agissait d'un menhir et pour d'autres une hitte (une borne), que l'on appelait la Guayante (la géante), ou la pierre de Mandran.
De celle-ci a été créée une légende landaise sur des Fées qui avaient pour mission de construire la pont de Dax. Cette légende possède plusieurs versions dues aux plusieurs pierres de ce genre-là (à Beylongue, Rion et Peyrehorade).
Celle de Rion commence ainsi : existe à Rion un four à pain abandonné parce qu'aucun pain put y cuire. Celui-ci fut construit à la place de la Guayante, la pierre de la fée Sylvie d'Arriou.
Sylvie d'Arriou portait une pierre monumentale pour la construction du pont de Dax, et était heureuse de rendre jalouses les autres fées du fait de la taille de sa pierre. Sur son chemin, elle fit la rencontre d'un étranger mystérieux, celui-ci lui demanda : Oun bas ? Où vas tu ? La fée, furieuse d'être apostrophée lui répondit sèchement : Ent'a DAX ! À Dax ! - Dits doun, si Diu plats. Dis donc, s'il plait à Dieu. - Plats ou nou plats, la peyre guayante qu'anira a Dax. Plaise ou ne plaise pas, la pierre géante ira à Dax. dit-elle d'un ton insolent. - Eh bien, pose la pierre ici et qu'elle y reste.
Compris qu'elle avait Dieu en face d'elle, elle s'ordonna. Et de colère, avec son fuseau, elle asséna plusieurs coups à la pierre, lui faisant de nombreux trous,.

#### Le sabbat de sorcière du tuc de Pouy Joseph
Selon la tradition, le tue de Pouyausèt ou Pouyiausep ou Tuc de Pouy Joseph, est connu comme lieu de sabbat pour les sorcières du pays.

#### Le Panturon du Becut
Autrefois vivait du côté de Sabres, un Bécut (un ogre) énorme avec un seul œil au milieu du front. Comme son cousin de Contis, il mangeait de la viande fraiche. Mais plus intelligent, il faisait travailler les bergers rionnais pour garder ses troupeaux de moutons. Ainsi, il avait toujours de la viande et laissait aux bergers les abats et les pattes. Avec ces ingrédients, les Landais créèrent un plat, le Panturon. Un jour, le Becut faisant rôtir un agneau eut un doute. " Pourquoi mes bergers sont-ils ravis que je tue un agneau et veulent-ils le saigner eux-mêmes ? Il les trouva tous la face enluminée autour d'une marmite du fameux plat. Aussitôt, il prit la marmite et y gouta, le trouvant à son gout, il ordonna aux bergers de lui faire toujours du Panturon. Les bergers privés de leurs pitance, se résolurent à se venger. Ainsi, le jour de la grande fête, où tous les Becuts de la lande étaient réunis, les bergers versèrent du poison dans le plat. Tous les ogres moururent et depuis on ne vit plus de Becuts dans le pays, mais est resté un plat tout simple, le panturon., En 1994 fut créée la confrérie du Panturon à Rion.

### Personnalités liées à la commune
- Pierre Cuzacq (1830-1903), géomètre et historien, né à Rion.
- Abbé Césaire Daugé (1858-1945), curé de Beylongue, écrivain, historien, membre de la société de Borda, il écrit l'histoire de Rion en 1912.
- Marie-Thérèse Ordonez dite Maïté (1938-2024), restauratrice, animatrice télé avec son émission La Cuisine des mousquetaires sur France 3, animatrice radio sur Sud Radio et écrivaine.

## Politique et administration

### Intercommunalité
Rion-des-Landes est membre de la communauté de communes du Pays tarusate (CCPT), et ce depuis sa création en 1997. La CCPT réunit 18 communes en tout : Audon, Bégaar, Beylongue, Boos, Carcarès-Sainte-Croix, Carcen-Ponson, Gouts, Laluque, Lamothe, Lesgor, Le Leuy, Meilhan, Pontonx-sur-l’Adour, Rion-des-Landes, Saint-Yaguen, Souprosse, Tartas et Villenave. La population de la communauté de communes s'établit aux alentours de 17 000 habitants

### Liste des maires
| Période   | Période  | Identité               | Étiquette | Qualité |
| --------- | -------- | ---------------------- | --------- | --- |
| 1790      | 1791     | Jean Maque             |           | Forgeron |
| 1791      | 1792     | Jean Dupuy             |           | |
| 1792      | 1793     | Jacques Maque          |           | Chirurgien |
| 1793      | 1795     | Jean Lasserre          |           | Propriétaire d'un atelier de résine |
| 1795      | 1801     | Jacques Grue           |           | Forgeron |
| 1801      | 1807     | Jean Baptiste Labeyrie |           | |
| 1807      | 1814     | Pierre Callede         |           | |
| 1814      | 1816     | Marcelin Pesques       |           | Chirurgien |
| 1816      | 1833     | Jean Baptiste Bougue   |           | Chirurgien |
| 1833      | 1838     | Jacques Maque          |           | Fabricant d'huile |
| 1838      | 1843     | Marcelin Tartas        |           | Médecin |
| 1843      | 1846     | Augustin Bougue        |           | Négociant |
| 1846      | 1888     | Marcelin Tartas        |           | Médecin |
| 1888      | 1925     | Albert Poisson         |           | Industriel conseiller général et président de la chambre de commerce des Landes. Président du premier Comité forestier du Sud-Ouest (de 1922 à 1930) Fondateur de la Manufacture landaise des produits chimiques (la MLPC), filiale désormais d'Arkema. |
| 1925      | 1945     | Dominique Bellegarde   |           | Médecin |
| 1945      | 1971     | Arthur Darlanne        |           | Contremaitre dans un atelier de résine |
| 1971      | 1989     | Jean Menaut.           |           | Industriel, dirigeant de l'industrie familiale du bois Établissements Branère-Menaut puis en 1960 des établissements Landex. (L'usine deviendra La Roll, et ensuite Egger).                                                                             |
| 1989      | 1990     | Etienne Lassabe        |           | Chef d'entreprise |
| 1990      | 1995     | Roger Dupouy           |           | Industriel |
| 1995      | 2014     | Joël Goyheneix         | PS        | Inspecteur général de l'Éducation nationale Président de la communauté de communes du Pays Tarusate (2014-2017) Conseiller général du canton de Tartas-Est (2004-2011) Député (1998-1999)                                                               |
| mars 2014 | En cours | Laurent Civel          | PS        | Directeur général SYDEC 40 Président de la communauté de communes du Pays Tarusate |

### Jumelages
- Buñuel (Navarre) (Espagne) depuis 2001
- Blotzheim (France) depuis 1987

### Communes déléguées
| Nom                     | Code Insee | Intercommunalité    | Superficie (km2) | Population (dernière pop. légale) | Densité (hab./km2) |
| ----------------------- | ---------- | ------------------- | ---------------- | --------------------------------- | ------------------ |
| Rion-des-Landes (siège) | 40243      | CC du Pays Tarusate | 134,06           | 2 511 (2014)                      | 19                 |
| Boos                    | 40048      | CC du Pays Tarusate | 15,81            | 414 (2014)                        | 26                 |

## Sports
Rugby à XV 
Jeunesse sportive rionnaise engagée en championnat de France de rugby à XV de 3e division fédérale 2018-2019

## Fiscalité municipale
La dette de la commune de Rion-des-Landes est en constante diminution, comme on peut le constater sur le graphique suivant, tout en maintenant un niveau important d'investissement public, autour d'un million d'euros par an.

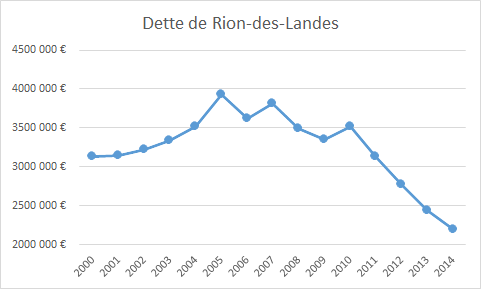

L'endettement par habitant suit également la même tendance, en se situant désormais en dessous de la moyenne nationale:

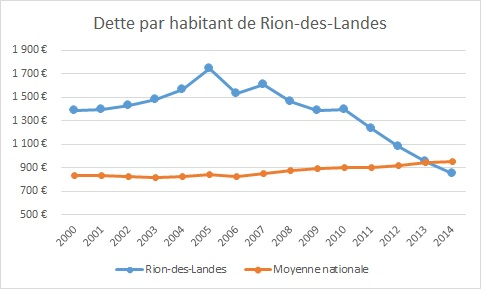

## Démographie

### Évolution démographique de la commune déléguée
L'évolution du nombre d'habitants est connue à travers les recensements de la population effectués dans la commune depuis 1793. À partir du 1er janvier 2009, les populations légales des communes sont publiées annuellement dans le cadre d'un recensement qui repose désormais sur une collecte d'information annuelle, concernant successivement tous les territoires communaux au cours d'une période de cinq ans. 
Pour les communes de moins de 10 000 habitants, une enquête de recensement portant sur toute la population est réalisée tous les cinq ans, les populations légales des années intermédiaires étant quant à elles estimées par interpolation ou extrapolation. Pour la commune, le premier recensement exhaustif entrant dans le cadre du nouveau dispositif a été réalisé en 2008,.
En 2014, la commune comptait 2 511 habitants, en évolution de +6,4 % par rapport à 2009 (Landes : +5,57 %, France hors Mayotte : +2,49 %).
| 1793  | 1800  | 1806  | 1821  | 1831  | 1836  | 1841  | 1846  | 1851  |
| ----- | ----- | ----- | ----- | ----- | ----- | ----- | ----- | ----- |
| 1 300 | 1 194 | 1 280 | 1 332 | 1 470 | 1 489 | 1 537 | 1 716 | 1 727 |

| 1856  | 1861  | 1866  | 1872  | 1876  | 1881  | 1886  | 1891  | 1896  |
| ----- | ----- | ----- | ----- | ----- | ----- | ----- | ----- | ----- |
| 1 935 | 2 174 | 2 387 | 2 461 | 2 427 | 2 357 | 2 561 | 2 535 | 2 520 |

| 1901  | 1906  | 1911  | 1921  | 1926  | 1931  | 1936  | 1946  | 1954  |
| ----- | ----- | ----- | ----- | ----- | ----- | ----- | ----- | ----- |
| 2 560 | 2 701 | 2 651 | 2 581 | 2 527 | 2 501 | 2 403 | 2 434 | 2 446 |

| 1962  | 1968  | 1975  | 1982  | 1990  | 1999  | 2008  | 2013  | 2014  |
| ----- | ----- | ----- | ----- | ----- | ----- | ----- | ----- | ----- |
| 2 512 | 2 479 | 2 635 | 2 482 | 2 329 | 2 201 | 2 330 | 2 521 | 2 511 |

### Évolution démographique de la commune nouvelle
L'évolution du nombre d'habitants est connue à travers les recensements de la population effectués dans la commune depuis sa création.

En 2022, la commune comptait 3 115 habitants, en évolution de +5,24 % par rapport à 2016 (Landes : +5,78 %, France hors Mayotte : +2,11 %).
| 2015  | 2016  | 2017  | 2018  | 2022  |
| ----- | ----- | ----- | ----- | ----- |
| 2 937 | 2 960 | 2 986 | 3 012 | 3 115 |

## Économie
Sur la commune se trouve une importante unité industrielle de la filière bois : Egger Panneaux et Décors, filiale de la société autrichienne Egger. Elle offre un débouché majeur pour la forêt landaise.

## Prix et décoration
- Commune Sport pour tous
- Territoire Bio engagé
- Commune hors TAFTA